# Clasificación para el Campeonato Europeo de Baloncesto Masculino de 2022
La fase de clasificación para el Campeonato Europeo de Baloncesto Masculino de 2022 determinó a las 24 selecciones de baloncesto que se clasificaron para el Eurobasket que se celebró en septiembre de 2022.

## Calendario
| Ronda                    | Fecha                                                                              | Participantes                          |
| ------------------------ | ---------------------------------------------------------------------------------- | -------------------------------------- |
| Primera ronda preliminar | 23 de noviembre de 2017 – 1 de julio de 2018                                       | 9 equipos (3 grupos de 3 equipos)      |
| Segunda ronda preliminar | 13 de septiembre de 2018 – 24 de febrero de 2019                                   | 12 equipos (4 grupos de 3 equipos)     |
| Tercera ronda preliminar | 3 – 21 de agosto de 2019                                                           | 13 equipos (4 grupos de 3 o 4 equipos) |
| Clasificación            | 20 – 24 de febrero de 2020 27 – 30 de noviembre de 2020 19 – 22 de febrero de 2021 | 32 equipos (8 grupos de 4 equipos)     |

## Fase pre-clasificatoria
Las selecciones que quedaron eliminadas del torneo pre-clasificatorio del Clasificación de FIBA Europa para la Copa Mundial de Baloncesto de 2019 y las que no participaron en la fase, jugarán estas rondas preliminares entre noviembre de 2017 y julio de 2018. El vencedor de cada grupo y el mejor segundo accederán a la siguiente ronda.
Los otros cinco equipos caerán a la tercera ronda junto a los equipos que no puedan acceder a la fase clasificatoria del EuroBasket desde la segunda ronda.

### Primera ronda

#### Grupo A
| Pos. | Equipo              | PJ | G | P | PF  | PC  | DP  | Pts | Clasificación             |
| ---- | ------------------- | -- | - | - | --- | --- | --- | --- | ------------------------- |
| 1    | Macedonia del Norte | 4  | 3 | 1 | 323 | 293 | +30 | 7   | Avanza a la segunda ronda |
| 2    | Suiza               | 4  | 2 | 2 | 319 | 330 | −11 | 6   | Avanza a la tercera ronda |
| 3    | Eslovaquia          | 4  | 1 | 3 | 308 | 327 | −19 | 5   | Avanza a la tercera ronda |

 Fuente: FIBA
Criterios de clasificación: 1) Puntos; 2) Enfrentamientos directos; 3) Diferencia de puntos; 4) Puntos anotados.
| 23 de noviembre de 2017 | Eslovaquia                                             | 66–74                                | Macedonia del Norte                                            | Poprad |  |
| 18:00                   | Parciales: 22–23, 8–21, 13–15, 23–15                   | Parciales: 22–23, 8–21, 13–15, 23–15 | Parciales: 22–23, 8–21, 13–15, 23–15                           | |  |
|                         | Estadísticas Semák 20 Baťka 6 Kuric, Baťka 4 Sedmák 23 | Reporte Pts Reb Asts Val             | Estadísticas 21 Hendrix 14 Hendrix 6 V. Stojanovski 33 Hendrix | Pabellón: Aréna Poprad Asistencia: 1420 espectadores Árbitros: Sergiy Chebyshev Arnis Ozols Konstantin Simonow |  |

| 26 de noviembre de 2017 | Macedonia del Norte                                         | 83–68                                 | Suiza                                             | Skopje |  |
| 20:45                   | Parciales: 18–12, 20–24, 28–15, 17–17                       | Parciales: 18–12, 20–24, 28–15, 17–17 | Parciales: 18–12, 20–24, 28–15, 17–17             | |  |
|                         | Estadísticas Hendrix 16 Hendrix 9 D. Stojanovski Hendrix 25 | Reporte Pts Reb Asts Val              | Estadísticas 23 Mlađan 9 Mlađan 4 Kozić 25 Mlađan | Pabellón: Jane Sandanski Arena Asistencia: 4000 espectadores Árbitros: Ognjen Jokić Charalampos Karakatsounis Özlem Yalman |  |

| 22 de febrero de 2018 | Suiza                                               | TE 83–80                                           | Eslovaquia                                                  | Fribugo |  |
| 18:30                 | Parciales: 15–15, 16–23, 21–22, 19–11 (T.E.: 12–9)  | Parciales: 15–15, 16–23, 21–22, 19–11 (T.E.: 12–9) | Parciales: 15–15, 16–23, 21–22, 19–11 (T.E.: 12–9)          | |  |
|                       | Estadísticas Cotture 23 Mlađan 18 Savoy 7 Mlađan 28 | Reporte Pts Reb Asts Val                           | Estadísticas 19 Sedmák 7 Fusek 5 Krajčovič, Kuric 16 Körner | Pabellón: Site Sportif Saint-Léonard Asistencia: 858 espectadores Árbitros: Alessandro Martolini Chris Dodds Alexandru Olaru |  |

| 25 de febrero de 2018 | Macedonia del Norte                                            | 87–74                                 | Eslovaquia                                                | Skopie |  |
| 20:15                 | Parciales: 25–21, 27–16, 18–20, 17–17                          | Parciales: 25–21, 27–16, 18–20, 17–17 | Parciales: 25–21, 27–16, 18–20, 17–17                     | |  |
|                       | Estadísticas Hendrix 23 Hendrix 13 V. Stojanovski 7 Hendrix 34 | Reporte Pts Reb Asts Val              | Estadísticas 17 Körner, Kuric 5 Sedmák 7 Hlivak 17 Körner | Pabellón: Jane Sandanski Arena Asistencia: 2100 espectadores Árbitros: Marko Vučkovič Alexandru Olaru Vladimir Tsekov |  |

| 28 de junio de 2018 | Suiza                                                             | 85–79                                 | Macedonia del Norte                                                                     | Friburgo                                                                              |  |
| 19:30               | Parciales: 26–19, 21–23, 19–22, 19–15                             | Parciales: 26–19, 21–23, 19–22, 19–15 | Parciales: 26–19, 21–23, 19–22, 19–15                                                   |                                                                                       |  |
|                     | Estadísticas Savoy 19 Baldassarre 13 Baldassarre 6 Baldassarre 28 | Reporte Pts Reb Asts Val              | Estadísticas 24 V. Stojanovski 6 Trajkovski, Whittington 4 Trajkovski 24 V. Stojanovski | Pabellón: Site Sportif Saint-Léonard Árbitros: Sergey Krug Serkan Emlek Anton Makhlin |  |

| 1 de julio de 2018 | Eslovaquia                                                | 88–83                                 | Suiza                                                                   | Bratislava                                                                           |  |
| 18:00              | Parciales: 20–16, 19–15, 22–23, 27–29                     | Parciales: 20–16, 19–15, 22–23, 27–29 | Parciales: 20–16, 19–15, 22–23, 27–29                                   |                                                                                      |  |
|                    | Estadísticas Jones 22 Losonský 8 Ihring, Jones 7 Jones 26 | Reporte Pts Reb Asts Val              | Estadísticas 30 Baldassarre 9 Baldassarre 4 Kazadi, Zinn 33 Baldassarre | Pabellón: Pasienky Arena Árbitros: Tamás Benczur Charalampos Karakatsounis Alin Faur |  |

#### Grupo B
| Pos. | Equipo    | PJ | G | P | PF  | PC  | DP  | Pts | Clasificación                  |
| ---- | --------- | -- | - | - | --- | --- | --- | --- | ------------------------------ |
| 1    | Dinamarca | 4  | 4 | 0 | 336 | 282 | +54 | 8   | Avanza a la segunda ronda      |
| 2    | Armenia   | 4  | 2 | 2 | 299 | 296 | +3  | 6   | Retirado tras la primera ronda |
| 3    | Albania   | 4  | 0 | 4 | 275 | 332 | −57 | 4   | Avanza a la tercera ronda      |

 Fuente: FIBA
Criterios de clasificación: 1) Puntos; 2) Enfrentamientos directos; 3) Diferencia de puntos; 4) Puntos anotados.
| 23 de noviembre de 2017 | Albania                                             | 63–80                                | Armenia                                                       | Tirana |  |
| 17:30                   | Parciales: 18–28, 20–14, 16–23, 9–15                | Parciales: 18–28, 20–14, 16–23, 9–15 | Parciales: 18–28, 20–14, 16–23, 9–15                          | |  |
|                         | Estadísticas Ndoja 18 Pullazi 11 Shima 4 Pullazi 14 | Reporte Pts Reb Asts Val             | Estadísticas 23 Tatevosyan 16 Fischer 14 Boatright 22 Fischer | Pabellón: Feti Borova Asistencia: 400 espectadores Árbitros: Manuel Mazzoni Alessandro Martolini Nikolaos Somos |  |

| 26 de noviembre de 2017 | Armenia                                                     | 71–78 TE                                          | Dinamarca                                                | Ereván |  |
| 19:00                   | Parciales: 19–18, 21–13, 11–17, 18–21 (T.E.: 2–9)           | Parciales: 19–18, 21–13, 11–17, 18–21 (T.E.: 2–9) | Parciales: 19–18, 21–13, 11–17, 18–21 (T.E.: 2–9)        | |  |
|                         | Estadísticas Boatright 28 Fischer 16 Boatright 5 Fischer 23 | Reporte Pts Reb Asts Val                          | Estadísticas 21 Lundberg 9 Colman 5 Lundberg 22 Lundberg | Pabellón: Arena Deportiva Mika Asistencia: 1000 espectadores Árbitros: Borys Shulga Serkan Emlek Goran Sljivić |  |

| 22 de febrero de 2018 | Dinamarca                                                 | 82–69                                 | Albania                                              | Copenhague                                                                                  |  |
| 18:15                 | Parciales: 25–17, 18–21, 24–14, 15–17                     | Parciales: 25–17, 18–21, 24–14, 15–17 | Parciales: 25–17, 18–21, 24–14, 15–17                |                                                                                             |  |
|                       | Estadísticas Lundberg 28 Lundberg 10 Colman 5 Lundberg 31 | Reporte Pts Reb Asts Val              | Estadísticas 29 Ndoja 7 Hysenagolli 5 Dusha 28 Ndoja | Pabellón: Ballerup Super Arena Árbitros: Sigmundur Herbertsson Juris Kokainis Nikola Perlić |  |

| 25 de febrero de 2018 | Armenia                                                          | 84–65                                 | Albania                                        | Ereván |  |
| 19:00                 | Parciales: 22–20, 19–10, 24–21, 19–14                            | Parciales: 22–20, 19–10, 24–21, 19–14 | Parciales: 22–20, 19–10, 24–21, 19–14          | |  |
|                       | Estadísticas Hess 21 Fischer 18 Abramian, Chrabascz 5 Fischer 35 | Reporte Pts Reb Asts Val              | Estadísticas 19 Ndoja 6 Shima 6 Dusha 16 Shima | Pabellón: Arena Deportiva Mika Asistencia: 350 espectadores Árbitros: Sergey Krug Ofer Manheim Ilya Putenko |  |

| 28 de junio de 2018 | Dinamarca                                           | 90–64                                 | Armenia                                            | Copenhague                                                                            |  |
| 18:00               | Parciales: 22–16, 18–26, 28–12, 22–10               | Parciales: 22–16, 18–26, 28–12, 22–10 | Parciales: 22–16, 18–26, 28–12, 22–10              |                                                                                       |  |
|                     | Estadísticas Larsen 19 Larsen 13 Colman 9 Larsen 31 | Reporte Pts Reb Asts Val              | Estadísticas 20 Hess 7 Chrabascz 4 Fischer 17 Hess | Pabellón: Ballerup Super Arena Árbitros: Ivan Miličević Martynas Gudas Marko Vučkovič |  |

| 1 de julio de 2018 | Albania                                                     | 78–86                                 | Dinamarca                                             | Tirana |  |
| 19:00              | Parciales: 21–29, 18–19, 25–17, 14–21                       | Parciales: 21–29, 18–19, 25–17, 14–21 | Parciales: 21–29, 18–19, 25–17, 14–21                 | |  |
|                    | Estadísticas Shima, Pullazi 15 Pullazi 9 Moore 4 Pullazi 19 | Reporte Pts Reb Asts Val              | Estadísticas 23 Jukić 7 Zohore 7 Lundberg 24 Lundberg | Pabellón: Tirana Olympic Park Asistencia: 100 espectadores Árbitros: Zoran Mitrovski Alakbar Hasanov Milosav Kaluđerović |  |

#### Grupo C
| Pos. | Equipo     | PJ | G | P | PF  | PC  | DP  | Pts | Clasificación             |
| ---- | ---------- | -- | - | - | --- | --- | --- | --- | ------------------------- |
| 1    | Portugal   | 4  | 3 | 1 | 314 | 276 | +38 | 7   | Avanza a la segunda ronda |
| 2    | Chipre     | 4  | 2 | 2 | 276 | 285 | −9  | 6   | Avanza a la tercera ronda |
| 3    | Luxemburgo | 4  | 1 | 3 | 285 | 314 | −29 | 5   | Avanza a la tercera ronda |

 Fuente: FIBA
Criterios de clasificación: 1) Puntos; 2) Enfrentamientos directos; 3) Diferencia de puntos; 4) Puntos anotados.
| 23 de noviembre de 2017 | Chipre                                                      | 69–67                               | Portugal                                          | Nicosia |  |
| 19:00                   | Parciales: 19–16, 22–26, 21–9, 7–16                         | Parciales: 19–16, 22–26, 21–9, 7–16 | Parciales: 19–16, 22–26, 21–9, 7–16               | |  |
|                         | Estadísticas Kounas 20 tres jugadores 4 Panteli 3 Kounas 19 | Reporte Pts Reb Asts Val            | Estadísticas 23 Gomes 11 Gomes 3 Barroso 23 Gomes | Pabellón: Pabellón cubierto Eleftheria Asistencia: 4000 espectadores Árbitros: Aleksandar Milojevic Erez Gurion Alexandru Olaru |  |

| 26 de noviembre de 2017 | Portugal                                            | TE 91–85                                            | Luxemburgo                                          | Almada |  |
| 16:00                   | Parciales: 12–28, 12–19, 24–12, 23–12 (T.E.: 20–14) | Parciales: 12–28, 12–19, 24–12, 23–12 (T.E.: 20–14) | Parciales: 12–28, 12–19, 24–12, 23–12 (T.E.: 20–14) | |  |
|                         | Estadísticas Barroso 26 Gomes 11 Barbosa 6 Gomes 25 | Reporte Pts Reb Asts Val                            | Estadísticas 14 Melcher 10 Grün 9 Grün 16 Grün      | Pabellón: Complexo de Desportos Cidade de Almada Asistencia: 1500 espectadores Árbitros: Yohan Rosso Ivor Matějek Zdenko Tomašovič |  |

| 22 de febrero de 2018 | Luxemburgo                                             | 53–67                              | Chipre                                                     | Ciudad de Luxemburgo                                                                                   |  |
| 20:30                 | Parciales: 8–26, 26–18, 6–14, 13–9                     | Parciales: 8–26, 26–18, 6–14, 13–9 | Parciales: 8–26, 26–18, 6–14, 13–9                         | |  |
|                       | Estadísticas Schumacher 11 Melcher 7 Grün 4 Melcher 11 | Reporte Pts Reb Asts Val           | Estadísticas 18 Sizopoulos 9 Loizides 4 King 24 Sizopoulos | Pabellón: D'Coque Asistencia: 500 espectadores Árbitros: Mart Uuehendrik Christoph Rohacky Paul Walton |  |

| 25 de febrero de 2018 | Portugal                                                       | 76–64                                 | Chipre                                                    | Sines                                                                                                 |  |
| 16:00                 | Parciales: 20–16, 21–17, 12–11, 23–20                          | Parciales: 20–16, 21–17, 12–11, 23–20 | Parciales: 20–16, 21–17, 12–11, 23–20                     | |  |
|                       | Estadísticas Barroso 18 Gomes 12 Oliveira, Gomes 3 Oliveira 23 | Reporte Pts Reb Asts Val              | Estadísticas 16 Kounas 16 12 King 3 King, Michail 24 King | Pabellón: Pavilhão dos Desportos de Sines Árbitros: Alfred Jovović Gellért Kapitány Vincent Delestrée |  |

| 28 de junio de 2018 | Luxemburgo                                                   | 58–80                                | Portugal                                            | Ciudad de Luxemburgo                                                                                              |  |
| 20:30               | Parciales: 11–27, 19–21, 17–8, 11–24                         | Parciales: 11–27, 19–21, 17–8, 11–24 | Parciales: 11–27, 19–21, 17–8, 11–24                | |  |
|                     | Estadísticas Vujakovic 13 Vujakovic 9 Melcher 4 Vujakovic 17 | Reporte Pts Reb Asts Val             | Estadísticas 17 Barroso 12 Gomes 7 Barbosa 25 Gomes | Pabellón: D'Coque Asistencia: 550 espectadores Árbitros: Sigmundur Herbertsson Anthonie Sinterniklaas Pavel Fuska |  |

| 1 de julio de 2018 | Chipre                                                                | 76–89                                 | Luxemburgo                                               | Nicosia                                                                                         |  |
| 19:00              | Parciales: 17–23, 12–22, 25–15, 22–29                                 | Parciales: 17–23, 12–22, 25–15, 22–29 | Parciales: 17–23, 12–22, 25–15, 22–29                    |                                                                                                 |  |
|                    | Estadísticas Stylianou 18 Theocharides, Biggs 7 Kounas 4 Stylianou 16 | Reporte Pts Reb Asts Val              | Estadísticas 29 Laurent 8 Vujakovic 9 Melcher 32 Melcher | Pabellón: Pabellón cubierto Eleftheria Árbitros: Petar Denkovski Sergii Tyslenko Tamás Földházi |  |

#### Segundos clasificados
| Pos. | Grp | Equipo  | PJ | G | P | PF  | PC  | DP  | Pts | Clasificación                  |
| ---- | --- | ------- | -- | - | - | --- | --- | --- | --- | ------------------------------ |
| 1    | B   | Armenia | 4  | 2 | 2 | 299 | 296 | +3  | 6   | Retirado tras la primera ronda |
| 2    | C   | Chipre  | 4  | 2 | 2 | 276 | 285 | −9  | 6   | Avanza a la segunda ronda      |
| 3    | A   | Suiza   | 4  | 2 | 2 | 319 | 330 | −11 | 6   | Avanzan a la tercera ronda     |

 Fuente: FIBA
Criterios de clasificación: 1) Puntos; 2) Diferencia de puntos; 3) Puntos anotados.
Notas:
1. ↑  Armenia se retiró por problemas financieros. [3]

### Segunda ronda
La segunda ronda de esta fase estuvo compuesta por los cuatro equipos clasificados de la primera ronda y se sumaron los ocho equipos eliminados de la primera ronda de la clasificación para la Copa Mundial 2019.
Los equipos se dividirán en cuatro grupos de tres equipos. Los grupos se definieron el 16 de enero de 2018 en Freising, Alemania,  y cada grupo estuvo formado por un equipo que había avanzado de la ronda anterior y dos equipos eliminados de la primera ronda de clasificación para el Mundial de 2019. Los cuatro primeros clasificados de cada grupo accedieron a la ronda clasificatoria, mientras que los ocho restantes pasaron a la tercera ronda.

#### Grupo A
| Pos. | Equipo      | PJ | G | P | GF  | GC  | DG  | Pts | Clasificación                   |
| ---- | ----------- | -- | - | - | --- | --- | --- | --- | ------------------------------- |
| 1    | Suecia      | 4  | 2 | 2 | 298 | 282 | +16 | 6   | Acceso a la fase clasificatoria |
| 2    | Dinamarca   | 4  | 2 | 2 | 327 | 329 | −2  | 6   | Avanza a la tercera ronda       |
| 3    | Bielorrusia | 4  | 2 | 2 | 310 | 324 | −14 | 6   | Avanza a la tercera ronda       |

 Fuente: FIBA
Criterios de clasificación: 1) Puntos; 2) Enfrentamientos directos; 3) Diferencia de puntos; 4) Puntos anotados.
| 13 de septiembre de 2018 | Bielorrusia                                                          | 94–98 2TE                                                 | Dinamarca                                                 | Minsk                                                                                                |  |
| 19:00                    | Parciales: 24–24, 20–16, 15–7, 11–23 (T.E.: 12–12, 12–16)            | Parciales: 24–24, 20–16, 15–7, 11–23 (T.E.: 12–12, 12–16) | Parciales: 24–24, 20–16, 15–7, 11–23 (T.E.: 12–12, 12–16) | |  |
|                          | Estadísticas Liutych 22 tres jugadores 8 Sitnik 9 Sitnik, Liutych 25 | Reporte Pts Reb Asts Val                                  | Estadísticas 27 Lundberg 9 Shields 8 Colman 33 Shields    | Pabellón: Falcon Club Asistencia: 1500 espectadores Árbitros: Haris Bijedić Pavel Fuska Martin Vulić |  |

| 16 de septiembre de 2018 | Dinamarca                                               | 76–72                                | Suecia                                                                        | Copenhague |  |
| 14:15                    | Parciales: 20–28, 17–15, 25–19, 14–8                    | Parciales: 20–28, 17–15, 25–19, 14–8 | Parciales: 20–28, 17–15, 25–19, 14–8                                          | |  |
|                          | Estadísticas Larsen 24 Larsen 11 F. Nielsen 3 Larsen 29 | Reporte Pts Reb Asts Val             | Estadísticas 27 Czerapowicz 10 Gaddefors 4 Håkanson, Gaddefors 24 Czerapowicz | Pabellón: Ballerup Super Arena Asistencia: 2500 espectadores Árbitros: Vladimir Jevtović Paulo Marques Tanel Suslov |  |

| 29 de noviembre de 2018 | Suecia                                                           | 87–59                                | Bielorrusia                                                                | Upsala                                                                                                  |  |
| 19:00                   | Parciales: 19–20, 19–9, 26–16, 23–14                             | Parciales: 19–20, 19–9, 26–16, 23–14 | Parciales: 19–20, 19–9, 26–16, 23–14                                       | |  |
|                         | Estadísticas Håkanson 21 tres jugadores 6 Håkanson 6 Håkanson 25 | Reporte Pts Reb Asts Val             | Estadísticas 13 Saddler, Semianiuk 5 cuatro jugadores 8 Saddler 13 Saddler | Pabellón: Fyrishov Asistencia: 2519 espectadores Árbitros: Sébastien Clivaz Marek Kúkelčík Ville Selkee |  |

| 2 de diciembre de 2018 | Dinamarca                                                     | 79–84                                 | Bielorrusia                                                             | Næstved |  |
| 20:00                  | Parciales: 15–19, 16–20, 21–19, 27–26                         | Parciales: 15–19, 16–20, 21–19, 27–26 | Parciales: 15–19, 16–20, 21–19, 27–26                                   | |  |
|                        | Estadísticas Gilling 22 Jukic 7 Colman, Lundberg 3 Gilling 27 | Reporte Pts Reb Asts Val              | Estadísticas 21 Trastsinetski 10 Parakhouski 5 Saddler 26 Trastsinetski | Pabellón: Næstved Arena Asistencia: 1600 espectadores Árbitros: Michał Proc Mindaugas Večerskis Zdenko Tomasović |  |

| 21 de febrero de 2019 | Suecia                                               | 79–74                                 | Dinamarca                                             | Malmö |  |
| 18:30                 | Parciales: 22–22, 15–15, 20–24, 22–13                | Parciales: 22–22, 15–15, 20–24, 22–13 | Parciales: 22–22, 15–15, 20–24, 22–13                 | |  |
|                       | Estadísticas Löfberg 18 Rush 7 Massamba 6 Löfberg 18 | Reporte Pts Reb Asts Val              | Estadísticas 22 Zohore 10 Lundberg 5 Colman 29 Zohore | Pabellón: Baltiska Hallen Asistencia: 3452 espectadores Árbitros: Marek Maliszewski Mart Uuehendrik Gvidas Gedvilas |  |

| 24 de febrero de 2019 | Bielorrusia                                                        | 73–60                                 | Suecia                                                            | Minsk |  |
| 17:00                 | Parciales: 23–17, 13–13, 23–17, 14–13                              | Parciales: 23–17, 13–13, 23–17, 14–13 | Parciales: 23–17, 13–13, 23–17, 14–13                             | |  |
|                       | Estadísticas Parakhouski 15 Parakhouski 9 Saddler 6 Parakhouski 23 | Reporte Pts Reb Asts Val              | Estadísticas 16 Löfberg 6 Gaddefors, Spires 7 Massamba 15 Löfberg | Pabellón: Falcon Club Asistencia: 1500 espectadores Árbitros: Goran Sljivić Vladimir Tsekov Kristaps Konstantīnovs |  |

#### Grupo B
| Pos. | Equipo              | PJ | G | P | GF  | GC  | DG  | Pts | Clasificación                   |
| ---- | ------------------- | -- | - | - | --- | --- | --- | --- | ------------------------------- |
| 1    | Macedonia del Norte | 4  | 3 | 1 | 297 | 282 | +15 | 7   | Acceso a la fase clasificatoria |
| 2    | Rumania             | 4  | 3 | 1 | 308 | 301 | +7  | 7   | Avanza a la tercera ronda       |
| 3    | Kosovo              | 4  | 0 | 4 | 299 | 321 | −22 | 4   | Avanza a la tercera ronda       |

 Fuente: FIBA
Criterios de clasificación: 1) Puntos; 2) Enfrentamientos directos; 3) Diferencia de puntos; 4) Puntos anotados.
Notas:
1. 1 2  Macedonia del Norte 143–141 Rumanía

| 13 de septiembre de 2018 | Kosovo                                                 | 73–76                                 | Macedonia del Norte                                                     | Pristina |  |
| 20:30                    | Parciales: 16–20, 13–14, 20–14, 24–28                  | Parciales: 16–20, 13–14, 20–14, 24–28 | Parciales: 16–20, 13–14, 20–14, 24–28                                   | |  |
|                          | Estadísticas Berisha 32 Shoshi 9 Bamforth 8 Berisha 16 | Reporte Pts Reb Asts Val              | Estadísticas 17 Trajkovski 12 Hendrix 5 Sokolov 20 Gjuroski, Trajkovski | Pabellón: Palacio de la Juventud y los Deportes Asistencia: 2500 espectadores Árbitros: Lorenzo Baldini Mart Uuehendrik Christoph Rohacky |  |

| 16 de septiembre de 2018 | Macedonia del Norte                                                                             | 90–76                                 | Rumania                                                | Skopje |  |
| 18:15                    | Parciales: 20–19, 23–16, 24–17, 23–24                                                           | Parciales: 20–19, 23–16, 24–17, 23–24 | Parciales: 20–19, 23–16, 24–17, 23–24                  | |  |
|                          | Estadísticas V. Stojanovski, Trajkovski 21 V. Stojanovski 13 tres jugadores 5 V. Stojanovski 33 | Reporte Pts Reb Asts Val              | Estadísticas 17 Watson 8 Cățe 4 tres jugadores 23 Cățe | Pabellón: Centro Deportivo Boris Trajkovski Asistencia: 3000 espectadores Árbitros: Sergii Zashchuk Zdenko Tomašovič Marek Maliszewski |  |

| 29 de noviembre de 2018 | Rumania                                               | 88–83                                 | Kosovo                                                      | Oradea |  |
| 18:00                   | Parciales: 14–17, 21–18, 24–18, 29–30                 | Parciales: 14–17, 21–18, 24–18, 29–30 | Parciales: 14–17, 21–18, 24–18, 29–30                       | |  |
|                         | Estadísticas Watson 19 Olah 9 Watson, Török 4 Olah 16 | Reporte Pts Reb Asts Val              | Estadísticas 29 Shoshi 18 Shoshi 4 Mekaj, Berisha 35 Shoshi | Pabellón: Arena Antonio Alexe Asistencia: 1850 espectadores Árbitros: Ventsislav Velikov Serkan Emlek Sergii Tyslenko |  |

| 2 de diciembre de 2018 | Macedonia del Norte                                                     | 78–68                                 | Kosovo                                                | Gevgelija |  |
| 17:45                  | Parciales: 29–16, 10–19, 22–12, 17–21                                   | Parciales: 29–16, 10–19, 22–12, 17–21 | Parciales: 29–16, 10–19, 22–12, 17–21                 | |  |
|                        | Estadísticas Trajkovski 23 Trajkovski 13 V. Stojanovski 5 Trajkovski 28 | Reporte Pts Reb Asts Val              | Estadísticas 19 Berisha 15 Shoshi 5 Berisha 24 Shoshi | Pabellón: Sports Hall "26th April" Asistencia: 2000 espectadores Árbitros: Srđan Dožai Vladimir Tsekov Josip Jurčević |  |

| 21 de febrero de 2019 | Rumania                                              | 65–53                                 | Macedonia del Norte                                                                  | Ploiești |  |
| 18:00                 | Parciales: 15–16, 19–13, 12–10, 19–14                | Parciales: 15–16, 19–13, 12–10, 19–14 | Parciales: 15–16, 19–13, 12–10, 19–14                                                | |  |
|                       | Estadísticas Cățe, Török 12 Cățe 13 Watson 8 Cățe 24 | Reporte Pts Reb Asts Val              | Estadísticas 13 D. Stojanovski 9 Hendrix 3 V. Stojanovski 13 Hendrix, V. Stojanovski | Pabellón: Olimpia Sports Hall Asistencia: 2567 espectadores Árbitros: Sergey Mikhaylov Gellért Kapitány Ilias Kounelles |  |

| 24 de febrero de 2019 | Kosovo                                                           | 75–79                                 | Rumania                                         | Pristina |  |
| 20:30                 | Parciales: 21–14, 17–25, 23–17, 14–23                            | Parciales: 21–14, 17–25, 23–17, 14–23 | Parciales: 21–14, 17–25, 23–17, 14–23           | |  |
|                       | Estadísticas Berisha 22 Berisha 8 Kastrati, Berisha 4 Berisha 23 | Reporte Pts Reb Asts Val              | Estadísticas 23 Watson 10 Cățe 4 Cățe 23 Watson | Pabellón: Palacio de la Juventud y los Deportes Asistencia: 2000 espectadores Árbitros: Nikolaos Somos Ernad Karović Anastasios Manos |  |

#### Grupo C
| Pos. | Equipo   | PJ | G | P | GF  | GC  | DG  | Pts | Clasificación                   |
| ---- | -------- | -- | - | - | --- | --- | --- | --- | ------------------------------- |
| 1    | Bélgica  | 4  | 4 | 0 | 305 | 253 | +52 | 8   | Acceso a la fase clasificatoria |
| 2    | Portugal | 4  | 1 | 3 | 272 | 304 | −32 | 5   | Avanza a la tercera ronda       |
| 3    | Islandia | 4  | 1 | 3 | 296 | 316 | −20 | 5   | Avanza a la tercera ronda       |

 Fuente: FIBA
Criterios de clasificación: 1) Puntos; 2) Enfrentamientos directos; 3) Diferencia de puntos; 4) Puntos anotados.
Notas:
1. 1 2  Islandia 168–147 Portugal

| 13 de septiembre de 2018 | Bélgica                                                             | 66–65                                 | Portugal                                                     | Pepinster |  |
| 20:30                    | Parciales: 23–14, 18–12, 15–22, 10–17                               | Parciales: 23–14, 18–12, 15–22, 10–17 | Parciales: 23–14, 18–12, 15–22, 10–17                        | |  |
|                          | Estadísticas tres jugadores 11 Vanwijn 7 Serron 4 Serron, Gillet 16 | Reporte Pts Reb Asts Val              | Estadísticas 20 Gomes 7 Soares 4 Cardoso, Oliveira 22 Soares | Pabellón: Halle du Paire Asistencia: 1500 espectadores Árbitros: Thomas Bissuel Ivan Miličević Markos Elias Michaelides |  |

| 16 de septiembre de 2018 | Portugal                                             | 80–77                                | Islandia                                                              | Sines |  |
| 18:30                    | Parciales: 14–19, 10–6, 34–22, 22–30                 | Parciales: 14–19, 10–6, 34–22, 22–30 | Parciales: 14–19, 10–6, 34–22, 22–30                                  | |  |
|                          | Estadísticas Soares 18 Soares 11 Barbosa 3 Soares 26 | Reporte Pts Reb Asts Val             | Estadísticas 20 Hermannsson 8 Bæringsson 8 Hermannsson 23 Hermannsson | Pabellón: Pavilhão dos Desportos de Sines Asistencia: 1000 espectadores Árbitros: Sebastien Clivaz Alin Faur Aleksandar Milojević |  |

| 29 de noviembre de 2018 | Islandia                                                                            | 66–79                                 | Bélgica                                                       | Reikiavik |  |
| 19:45                   | Parciales: 22–15, 12–28, 16–13, 16–23                                               | Parciales: 22–15, 12–28, 16–13, 16–23 | Parciales: 22–15, 12–28, 16–13, 16–23                         | |  |
|                         | Estadísticas Bæringsson 14 Bæringsson 7 J. Stefánsson, Vilhjálmsson 6 Bæringsson 16 | Reporte Pts Reb Asts Val              | Estadísticas 17 van Rossom 6 Tumba 4 van Rossom 19 van Rossom | Pabellón: Laugardalshöll Asistencia: 975 espectadores Árbitros: Marek Maliszewski Apostolos Kalpakas Nikolaos Somos |  |

| 2 de diciembre de 2018 | Portugal                                                | 60–70                                | Bélgica                                                | Albufeira |  |
| 17:00                  | Parciales: 24–18, 17–13, 15–19, 4–19                    | Parciales: 24–18, 17–13, 15–19, 4–19 | Parciales: 24–18, 17–13, 15–19, 4–19                   | |  |
|                        | Estadísticas Fonseca 16 Fonseca 12 Barbosa 6 Fonseca 17 | Reporte Pts Reb Asts Val             | Estadísticas 17 van Rossom 7 Bako 4 van Rossom 23 Bako | Pabellón: Pavilhão Desportivo de Albufeira Asistencia: 1250 espectadores Árbitros: Siniša Herceg Simon Unsworth Steve Bittner |  |

| 21 de febrero de 2019 | Islandia                                                             | 91–67                                 | Portugal                                                               | Reikiavik |  |
| 19:45                 | Parciales: 28–17, 22–18, 20–14, 21–18                                | Parciales: 28–17, 22–18, 20–14, 21–18 | Parciales: 28–17, 22–18, 20–14, 21–18                                  | |  |
|                       | Estadísticas J. Stefánsson 17 Bæringsson 12 Hermannsson 8 Palsson 26 | Reporte Pts Reb Asts Val              | Estadísticas 13 Queiroz, Barroso 6 Monteiro Djukic 3 10 tres jugadores | Pabellón: Laugardalshöll Asistencia: 1900 espectadores Árbitros: Rune Ressel Larsen Johannes Sarekoski Thomas Bissuel |  |

| 24 de febrero de 2019 | Bélgica                                                          | 90–62                                 | Islandia                                                                   | Mons |  |
| 15:15                 | Parciales: 23–22, 20–11, 23–11, 24–18                            | Parciales: 23–22, 20–11, 23–11, 24–18 | Parciales: 23–22, 20–11, 23–11, 24–18                                      | |  |
|                       | Estadísticas Salumu 15 tres jugadores 6 Boukichou 6 Kesteloot 17 | Reporte Pts Reb Asts Val              | Estadísticas 17 Hlinason 7 Hlinason 4 Friðriksson, Hermannsson 23 Hlinason | Pabellón: Mons Arena Asistencia: 1642 espectadores Árbitros: Aleksandar Milojević Ventsislav Velikov Ville Selkee |  |

#### Grupo D
| Pos. | Equipo       | PJ | G | P | GF  | GC  | DG  | Pts | Clasificación                   |
| ---- | ------------ | -- | - | - | --- | --- | --- | --- | ------------------------------- |
| 1    | Austria      | 4  | 3 | 1 | 324 | 300 | +24 | 7   | Acceso a la fase clasificatoria |
| 2    | Gran Bretaña | 4  | 3 | 1 | 319 | 279 | +40 | 7   | Avanza a la tercera ronda       |
| 3    | Chipre       | 4  | 0 | 4 | 248 | 312 | −64 | 4   | Avanza a la tercera ronda       |

 Fuente: FIBA
Criterios de clasificación: 1) Puntos; 2) Enfrentamientos directos; 3) Diferencia de puntos; 4) Puntos anotados.
Notas:
1. 1 2  Austria 171–160 Gran Bretaña

| 13 de septiembre de 2018 | Austria                                                    | TE 72–69                                           | Chipre                                             | Schwechat                                                                                              |  |
| 18:00                    | Parciales: 16–17, 4–12, 23–15, 15–14 (T.E.: 14–11)         | Parciales: 16–17, 4–12, 23–15, 15–14 (T.E.: 14–11) | Parciales: 16–17, 4–12, 23–15, 15–14 (T.E.: 14–11) | |  |
|                          | Estadísticas Murati 17 Ogunsipe 8 Schreiner 9 Schreiner 23 | Reporte Pts Reb Asts Val                           | Estadísticas 16 Michail 8 King 4 Michail 19 King   | Pabellón: Multiversum Asistencia: 450 espectadores Árbitros: Ivor Matějek Tomislav Vovk Marko Vučkovič |  |

| 29 de noviembre de 2018 | Gran Bretaña                                    | 82–96                                 | Austria                                                                        | Mánchester |  |
| 19:00                   | Parciales: 26–26, 16–34, 17–17, 23–19           | Parciales: 26–26, 16–34, 17–17, 23–19 | Parciales: 26–26, 16–34, 17–17, 23–19                                          | |  |
|                         | Estadísticas Hesson 18 Clark 7 Clark 6 Clark 16 | Reporte Pts Reb Asts Val              | Estadísticas 47 Landesberg 10 Landesberg 5 Schreiner, Landesberg 46 Landesberg | Pabellón: National Basketball Performance Centre Asistencia: 1092 espectadores Árbitros: Tamás Benczur Rune Ressel Larsen David Caballe |  |

| 2 de diciembre de 2018 | Chipre                                                 | 71–81                                 | Austria                                                 | Nicosia |  |
| 16:00                  | Parciales: 21–20, 13–17, 16–24, 21–20                  | Parciales: 21–20, 13–17, 16–24, 21–20 | Parciales: 21–20, 13–17, 16–24, 21–20                   | |  |
|                        | Estadísticas Stylianou 19 Biggs 6 Razis 5 Stylianou 16 | Reporte Pts Reb Asts Val              | Estadísticas 21 Klepeisz 9 Ogunsipe 9 Rados 19 Lanegger | Pabellón: Pabellón cubierto Eleftheria Asistencia: 1500 espectadores Árbitros: Aleksandar Milojević Bernard Vassallo Alin Faur |  |

| 3 de diciembre de 2018 | Chipre                                                       | 61–75                                 | Gran Bretaña                                         | Nicosia |  |
| 19:00                  | Parciales: 20–16, 14–21, 10–19, 17–19                        | Parciales: 20–16, 14–21, 10–19, 17–19 | Parciales: 20–16, 14–21, 10–19, 17–19                | |  |
|                        | Estadísticas Biggs 16 Michail 8 Michail, Sizopoulos Biggs 17 | Reporte Pts Reb Asts Val              | Estadísticas 21 Hesson 9 Clark 6 Okereafor 20 Hesson | Pabellón: Pabellón cubierto Eleftheria Asistencia: 600 espectadores Árbitros: Ciprian Stoica Ofer Manheim Ilya Putenko |  |

| 21 de febrero de 2019 | Gran Bretaña                                                | 84–47                               | Chipre                                                               | Mánchester |  |
| 19:00                 | Parciales: 28–16, 17–8, 17–15, 22–5                         | Parciales: 28–16, 17–8, 17–15, 22–5 | Parciales: 28–16, 17–8, 17–15, 22–5                                  | |  |
|                       | Estadísticas Hesson 18 Olaseni 13 Soko 4 Hesson, Wheatle 18 | Reporte Pts Reb Asts Val            | Estadísticas 11 Sizopoulos, Biggs 5 Sizopoulos 4 Razis 10 Sizopoulos | Pabellón: National Basketball Performance Centre Asistencia: 1483 espectadores Árbitros: Francisco Araña Geert Jacobs Gatis Saliņš |  |

| 24 de febrero de 2019 | Austria                                                           | 75–78                                 | Gran Bretaña                                        | Schwechat                                                                                              |  |
| 17:00                 | Parciales: 27–19, 21–25, 12–18, 15–16                             | Parciales: 27–19, 21–25, 12–18, 15–16 | Parciales: 27–19, 21–25, 12–18, 15–16               | |  |
|                       | Estadísticas Landesberg 26 Ogunsipe 12 Landesberg 7 Landesberg 26 | Reporte Pts Reb Asts Val              | Estadísticas 19 Soko 9 Soko, Hesson 4 Clark 23 Soko | Pabellón: Multiversum Asistencia: 1300 espectadores Árbitros: Siniša Herceg Blaž Zupančič Martin Vulić |  |

### Tercera ronda
A la tercera ronda se unieron los cinco equipos eliminados en la primera ronda y los ocho equipos que jugaron la segunda ronda y no accedieron a la ronda clasificatoria del EuroBasket.
Los 12 equipos se dividieron en cuatro grupos de tres equipos cada uno. Cada grupo estaba compuesto por un equipo eliminado en primera ronda, un segundo clasificado en la segunda ronda y un tercer clasificado en la segunda ronda. Solo los mejores equipos de cada grupo pasaron a la fase de clasificación del EuroBasket, mientras que los ocho restantes pasaron a jugar la Clasificación de FIBA Europa para la Copa Mundial de Baloncesto de 2023.

#### Grupo E
| Pos. | Equipo      | PJ | G | P | GF  | GC  | DG  | Pts | Clasificación       |
| ---- | ----------- | -- | - | - | --- | --- | --- | --- | ------------------- |
| 1    | Dinamarca   | 4  | 4 | 0 | 313 | 274 | +39 | 8   | Fase clasificatoria |
| 2    | Bielorrusia | 4  | 2 | 2 | 314 | 267 | +47 | 6   |                     |
| 3    | Albania     | 4  | 0 | 4 | 247 | 333 | −86 | 4   |                     |

 Fuente: FIBA
Criterios de clasificación: 1) Puntos; 2) Enfrentamientos directos; 3) Diferencia de puntos; 4) Puntos anotados.
| 3 de agosto de 2019 | Albania                                              | 51–73                                | Bielorrusia                                                                | Tirana |  |
| 19:00               | Parciales: 17–19, 19–22, 5–18, 10–14                 | Parciales: 17–19, 19–22, 5–18, 10–14 | Parciales: 17–19, 19–22, 5–18, 10–14                                       | |  |
|                     | Estadísticas Moore 16 Hysenagolli 9 Moore 5 Moore 10 | Reporte Pts Reb Asts Val             | Estadísticas 16 Salash 10 Salash, Parakhouski 4 Rubinshteyn 24 Parakhouski | Pabellón: Tirana Olympic Park Asistencia: 150 espectadores Árbitros: Marius Ciulin Radomir Vojinović Zdenko Tomašovič |  |

| 7 de agosto de 2019 | Bielorrusia                                                      | 78–81                                 | Dinamarca                                                     | Minsk |  |
| 19:00               | Parciales: 15–27, 26–17, 14–19, 23–18                            | Parciales: 15–27, 26–17, 14–19, 23–18 | Parciales: 15–27, 26–17, 14–19, 23–18                         | |  |
|                     | Estadísticas Wayns 15 Parakhouski 8 Rubinshteyn 6 Parakhouski 21 | Reporte Pts Reb Asts Val              | Estadísticas 30 Lundberg 7 Hertz 4 tres jugadores 29 Lundberg | Pabellón: Falcon Club Asistencia: 1500 espectadores Árbitros: Ademir Zurapović Janusz Calik Saša Maričić |  |

| 10 de agosto de 2019 | Dinamarca                                                           | 95–73                                 | Albania                                                               | Copenhague                                                                                |  |
| 15:30                | Parciales: 22–22, 23–14, 23–17, 27–20                               | Parciales: 22–22, 23–14, 23–17, 27–20 | Parciales: 22–22, 23–14, 23–17, 27–20                                 |                                                                                           |  |
|                      | Estadísticas Lundberg 25 Lundberg 10 Lundberg, Larsen 5 Lundberg 31 | Reporte Pts Reb Asts Val              | Estadísticas 23 Hysenagolli 7 Hysenagolli 5 Strazimiri 27 Hysenagolli | Pabellón: Ballerup Super Arena Árbitros: Yohan Rosso Georgios Poursanidis Wojciech Liszka |  |

| 14 de agosto de 2019 | Bielorrusia                                                     | 97–66                                 | Albania                                                              | Minsk |  |
| 19:00                | Parciales: 31–14, 19–13, 21–15, 26–24                           | Parciales: 31–14, 19–13, 21–15, 26–24 | Parciales: 31–14, 19–13, 21–15, 26–24                                | |  |
|                      | Estadísticas Salash 21 Rubinshteyn 10 Vabishchevich 7 Salash 29 | Reporte Pts Reb Asts Val              | Estadísticas 16 Moore 5 Hysenagolli 5 Strazimiri 12 Lekndreaj, Moore | Pabellón: Falcon Club Asistencia: 800 espectadores Árbitros: Sergii Zashchuk Andris Aunkrogers Özlem Yalman |  |

| 17 de agosto de 2019 | Dinamarca                                                         | 69–66                                | Bielorrusia                                                    | Copenhague                                                                                |  |
| 15:30                | Parciales: 7–17, 18–20, 22–15, 22–14                              | Parciales: 7–17, 18–20, 22–15, 22–14 | Parciales: 7–17, 18–20, 22–15, 22–14                           |                                                                                           |  |
|                      | Estadísticas Lundberg 27 Gilling 8 Lundberg, Larsen 3 Lundberg 22 | Reporte Pts Reb Asts Val             | Estadísticas 17 Salash 9 Parakhouski 5 Trastsinetski 16 Salash | Pabellón: Ballerup Super Arena Árbitros: Aleksandar Glišić Petar Denkovski Martin Horozov |  |

| 21 de agosto de 2019 | Albania                                                        | 57–68                                | Dinamarca                                                                              | Tirana |  |
| 19:00                | Parciales: 16–20, 17–14, 18–15, 6–19                           | Parciales: 16–20, 17–14, 18–15, 6–19 | Parciales: 16–20, 17–14, 18–15, 6–19                                                   | |  |
|                      | Estadísticas Moore 16 Hysenagolly 9 Lekndreaj 4 Hysenagolli 16 | Reporte Pts Reb Asts Val             | Estadísticas 12 Zohore 7 Rungby, Christensen 3 Zohore, Nielsen 11 Eleraky, Christensen | Pabellón: Tirana Olympic Park Asistencia: 150 espectadores Árbitros: Siniša Herceg Igor Mitrovski Alin Faur |  |

#### Grupo F
| Pos. | Equipo     | PJ | G | P | GF  | GC  | DG  | Pts | Clasificación       |
| ---- | ---------- | -- | - | - | --- | --- | --- | --- | ------------------- |
| 1    | Rumania    | 4  | 4 | 0 | 336 | 275 | +61 | 8   | Fase clasificatoria |
| 2    | Eslovaquia | 4  | 2 | 2 | 292 | 301 | −9  | 6   |                     |
| 3    | Chipre     | 4  | 0 | 4 | 272 | 324 | −52 | 4   |                     |

 Fuente: FIBA
Criterios de clasificación: 1) Puntos; 2) Enfrentamientos directos; 3) Diferencia de puntos; 4) Puntos anotados.
| 3 de agosto de 2019 | Eslovaquia                                                         | 67–60                                | Chipre                                                    | Bratislava |  |
| 18:00               | Parciales: 19–13, 17–26, 18–14, 13–7                               | Parciales: 19–13, 17–26, 18–14, 13–7 | Parciales: 19–13, 17–26, 18–14, 13–7                      | |  |
|                     | Estadísticas Brodziansky 23 Brodziansky 12 Ihring 5 Brodziansky 32 | Reporte Pts Reb Asts Val             | Estadísticas 12 Razis 6 Koumis 6 Michail 10 Koumis, Razis | Pabellón: Pasienky Arena Asistencia: 1053 espectadores Árbitros: Ademir Zurapović Janusz Calik Andrei Sharapa |  |

| 7 de agosto de 2019 | Chipre                                                      | 70–85                                 | Rumania                                        | Nicosia |  |
| 19:000              | Parciales: 11–27, 29–17, 13–25, 17–16                       | Parciales: 11–27, 29–17, 13–25, 17–16 | Parciales: 11–27, 29–17, 13–25, 17–16          | |  |
|                     | Estadísticas Markou, Razis 17 Loizides 5 Michail 8 Razis 16 | Reporte Pts Reb Asts Val              | Estadísticas 19 Cățe 10 Cățe 3 Tohătan 34 Cățe | Pabellón: Pabellón cubierto Eleftheria Asistencia: 400 espectadores Árbitros: Saverio Lanzarini Martin Horozov Andris Aunkrogers |  |

| 10 de agosto de 2019 | Rumania                                         | 85–68                                | Eslovaquia                                                        | Ploiești |  |
| 19:00                | Parciales: 26–9, 24–23, 14–22, 21–14            | Parciales: 26–9, 24–23, 14–22, 21–14 | Parciales: 26–9, 24–23, 14–22, 21–14                              | |  |
|                      | Estadísticas Watson 19 Cățe 15 Watson 6 Cățe 34 | Reporte Pts Reb Asts Val             | Estadísticas 17 Brodziansky 9 Brodziansky 4 Ihring 25 Brodziansky | Pabellón: Olimpia Sports Hall Asistencia: 1001 espectadores Árbitros: Aleksandar Glišić Saša Maričić Luis Castillo |  |

| 14 de agosto de 2019 | Chipre                                                              | 79–83                                 | Eslovaquia                                                              | Nicosia |  |
| 19:00                | Parciales: 19–22, 19–15, 20–18, 21–28                               | Parciales: 19–22, 19–15, 20–18, 21–28 | Parciales: 19–22, 19–15, 20–18, 21–28                                   | |  |
|                      | Estadísticas Markou 21 Loizides, Stavrinides 4 Michail 7 Michail 23 | Reporte Pts Reb Asts Val              | Estadísticas 13 Brodziansky 11 Brodziansky 6 Brodziansky 24 Brodziansky | Pabellón: Pabellón cubierto Eleftheria Asistencia: 500 espectadores Árbitros: Gentian Cici Tomas Jasevičius Thomas Bissuel |  |

| 17 de agosto de 2019 | Rumania                                       | 89–63                                 | Chipre                                             | Ploiesti |  |
| 18:00                | Parciales: 27–18, 21–12, 21–19, 20–14         | Parciales: 27–18, 21–12, 21–19, 20–14 | Parciales: 27–18, 21–12, 21–19, 20–14              | |  |
|                      | Estadísticas Popa 22 Cățe 15 Watson 6 Cățe 29 | Reporte Pts Reb Asts Val              | Estadísticas 19 Michail 9 Koumis 7 Razis 19 Markou | Pabellón: Olimpia Sports Hall Asistencia: 1000 espectadores Árbitros: Sergii Zashchuk Erez Gurion Stanislav Valeev |  |

| 21 de agosto de 2019 | Eslovaquia                                              | 74–77                                | Rumania                                      | Bratislava                                                                                                   |  |
| 18:00                | Parciales: 23–19, 9–28, 20–13, 22–17                    | Parciales: 23–19, 9–28, 20–13, 22–17 | Parciales: 23–19, 9–28, 20–13, 22–17         | |  |
|                      | Estadísticas Jones 25 Fusek 9 tres jugadores 3 Jones 20 | Reporte Pts Reb Asts Val             | Estadísticas 14 Popa 9 Cățe 7 Watson 20 Popa | Pabellón: Pasienky Arena Asistencia: 1817 espectadores Árbitros: Tanel Suslov Andrei Sharapa Sergei Beliakov |  |

#### Grupo G
| Pos. | Equipo       | PJ | G | P | GF  | GC  | DG  | Pts | Clasificación       |
| ---- | ------------ | -- | - | - | --- | --- | --- | --- | ------------------- |
| 1    | Gran Bretaña | 4  | 4 | 0 | 336 | 261 | +75 | 8   | Fase clasificatoria |
| 2    | Kosovo       | 4  | 1 | 3 | 331 | 348 | −17 | 5   |                     |
| 3    | Luxemburgo   | 4  | 1 | 3 | 295 | 353 | −58 | 5   |                     |

 Fuente: FIBA
Criterios de clasificación: 1) Puntos; 2) Enfrentamientos directos; 3) Diferencia de puntos; 4) Puntos anotados.
Notas:
1. 1 2  Kosovo 189–176 Luxemburgo

| 3 de agosto de 2019 | Luxemburgo                                                   | 88–80                                 | Kosovo                                                      | Ciudad de Luxemburgo                                                                            |  |
| 19:00               | Parciales: 23–21, 24–25, 19–18, 22–16                        | Parciales: 23–21, 24–25, 19–18, 22–16 | Parciales: 23–21, 24–25, 19–18, 22–16                       |                                                                                                 |  |
|                     | Estadísticas Laurent 22 Vujakovic 9 Vujakovic 5 Vujakovic 30 | Reporte Pts Reb Asts Val              | Estadísticas 23 Berisha 6 Myles 2 cuatro jugadores 20 Myles | Pabellón: D'Coque Asistencia: 350 espectadores Árbitros: Siniša Herceg Yohan Rosso Martin Vulić |  |

| 7 de agosto de 2019 | Kosovo                                | 63–71                                 | Gran Bretaña                          | Mitrovica                                                                                         |  |
| 20:30               | Parciales: 10–15, 17–13, 19–22, 17–21 | Parciales: 10–15, 17–13, 19–22, 17–21 | Parciales: 10–15, 17–13, 19–22, 17–21 |                                                                                                   |  |
|                     |                                       | Reporte                               |                                       | Pabellón: Minatori Asistencia: 2500 espectadores Árbitros: Yener Yılmaz Gentian Cici Boris Krejič |  |

| 10 de agosto de 2019 | Gran Bretaña                                           | 71–54                                | Luxemburgo                                           | Mánchester |  |
| 19:00                | Parciales: 22–15, 10–16, 16–21, 23–2                   | Parciales: 22–15, 10–16, 16–21, 23–2 | Parciales: 22–15, 10–16, 16–21, 23–2                 | |  |
|                      | Estadísticas Hesson 22 Olaseni 13 Okereafor4 Hesson 20 | Reporte Pts Reb Asts Val             | Estadísticas 14 Laurent 11 Laurent 8 Grün 12 Laurent | Pabellón: National Basketball Performance Centre Asistencia: 402 espectadores Árbitros: Antonio Conde Yener Yılmaz Marek Kúkelčík |  |

| 14 de agosto de 2019 | Kosovo                                                        | 109–88                                | Luxemburgo                                             | Pristina |  |
| 20:30                | Parciales: 30–17, 17–20, 30–25, 32–26                         | Parciales: 30–17, 17–20, 30–25, 32–26 | Parciales: 30–17, 17–20, 30–25, 32–26                  | |  |
|                      | Estadísticas Berisha 32 Kastrati, Rugova 5 Berisha 8 32 Myles | Reporte Pts Reb Asts Val              | Estadísticas 19 Vujakovic 11 Laurent 8 Grün 21 Laurent | Pabellón: Palacio de la Juventud y los Deportes Asistencia: 1500 espectadores Árbitros: Georgios Poursanidis Martin Horozov Gellért Kapitány |  |

| 17 de agosto de 2019 | Gran Bretaña                                                | 101–79                                | Kosovo                                                           | Mánchester |  |
| 19:00                | Parciales: 24–12, 30–20, 24–23, 23–24                       | Parciales: 24–12, 30–20, 24–23, 23–24 | Parciales: 24–12, 30–20, 24–23, 23–24                            | |  |
|                      | Estadísticas Nelson, Hesson 19 Hesson 9 Hesson 10 Hesson 29 | Reporte Pts Reb Asts Val              | Estadísticas 22 Hajrizi 5 Berisha, Hajrizi 11 Berisha 22 Hajrizi | Pabellón: National Basketball Performance Centre Asistencia: 1256 espectadores Árbitros: Tomas Jasevičius Kristaps Konstantīnovs Gintaras Vitkauskas |  |

| 21 de agosto de 2019 | Luxemburgo                                          | 65–93                                 | Gran Bretaña                                       | Ciudad de Luxemburgo                                                                                 |  |
| 19:00                | Parciales: 10–24, 14–26, 18–27, 23–16               | Parciales: 10–24, 14–26, 18–27, 23–16 | Parciales: 10–24, 14–26, 18–27, 23–16              | |  |
|                      | Estadísticas Grün 23 François 7 Gutenkauf 4 Grün 23 | Reporte Pts Reb Asts Val              | Estadísticas 17 Nelson 9 Hesson 4 Hesson 16 Hesson | Pabellón: D'Coque Asistencia: 850 espectadores Árbitros: Srđan Dožai Fernando Calatrava Geert Jacobs |  |

#### Grupo H
| Pos. | Equipo   | PJ | G | P | GF  | GC  | DG  | Pts | Clasificación       |
| ---- | -------- | -- | - | - | --- | --- | --- | --- | ------------------- |
| 1    | Suiza    | 4  | 2 | 2 | 336 | 324 | +12 | 6   | Fase clasificatoria |
| 2    | Islandia | 4  | 2 | 2 | 343 | 339 | +4  | 6   |                     |
| 3    | Portugal | 4  | 2 | 2 | 304 | 320 | −16 | 6   |                     |

 Fuente: FIBA
Criterios de clasificación: 1) Puntos; 2) Enfrentamientos directos; 3) Diferencia de puntos; 4) Puntos anotados.
| 3 de agosto de 2019 | Suiza                                     | 77–72                                 | Portugal                                   | Friburgo |  |
| 19:00               | Parciales: 16–19, 20–17, 20–24, 21–12     | Parciales: 16–19, 20–17, 20–24, 21–12 | Parciales: 16–19, 20–17, 20–24, 21–12      | |  |
|                     | Estadísticas Mlađan 21 Capela 11 Kazadi 7 | Reporte Pts Reb Asts                  | Estadísticas 17 Guerreiro 11 Wilson 3 Lima | Pabellón: Site Sportif Saint Léonard Asistencia: 3225 espectadores Árbitros: Antonio Conde Ilias Kounelles Fernando Calatrava |  |

| 7 de agosto de 2019 | Portugal                                                     | 80–79                                 | Islandia                                                                        | Sines |  |
| 18:30               | Parciales: 27–23, 16–18, 22–17, 15–21                        | Parciales: 27–23, 16–18, 22–17, 15–21 | Parciales: 27–23, 16–18, 22–17, 15–21                                           | |  |
|                     | Estadísticas Wilson 20 Fonseca, Grosso 5 Cardoso 4 Wilson 21 | Reporte Pts Reb Asts Val              | Estadísticas 28 Hermannsson 8 Bæringsson, Hlinason 5 Hermannsson 30 Hermannsson | Pabellón: Pavilhão dos Desportos de Sines Asistencia: 200 espectadores Árbitros: Yohan Rosso Manuel Mazzoni Wojciech Liszka |  |

| 10 de agosto de 2019 | Islandia                                                                          | 83–82                                 | Suiza                                                          | Reikiavik                                                                                                |  |
| 13:00                | Parciales: 17–25, 22–18, 19–19, 25–20                                             | Parciales: 17–25, 22–18, 19–19, 25–20 | Parciales: 17–25, 22–18, 19–19, 25–20                          | |  |
|                      | Estadísticas Guðmundsson, Hlinason 18 Ermolinskij 8 Vilhjálmsson 6 Ermolinskij 21 | Reporte Pts Reb Asts Val              | Estadísticas 23 Kazadi 9 Baldassarre 5 Kovac, Capela 27 Kazadi | Pabellón: Laugardalshöll Asistencia: 1250 espectadores Árbitros: Srđan Dožai Michał Proc Petar Denkovski |  |

| 14 de agosto de 2019 | Portugal                                                     | 84–68                                 | Suiza                                               | Sines |  |
| 18:30                | Parciales: 24–17, 21–23, 19–14, 20–14                        | Parciales: 24–17, 21–23, 19–14, 20–14 | Parciales: 24–17, 21–23, 19–14, 20–14               | |  |
|                      | Estadísticas tres jugadores 16 Wilson 7 Cardoso 8 Cardoso 23 | Reporte Pts Reb Asts Val              | Estadísticas 13 Capela 11 Capela 4 Kazadi 15 Capela | Pabellón: Pavilhão dos Desportos de Sines Asistencia: 500 espectadores Árbitros: Ademir Zurapović Saša Maričić Gintaras Vitkauskas |  |

| 17 de agosto de 2019 | Islandia                                                                            | 96–68                                 | Portugal                                               | Reikiavik |  |
| 16:00                | Parciales: 23–13, 21–17, 29–15, 23–23                                               | Parciales: 23–13, 21–17, 29–15, 23–23 | Parciales: 23–13, 21–17, 29–15, 23–23                  | |  |
|                      | Estadísticas Guðmundsson 22 Ermolinskij 11 Friðriksson, Ermolinskij 8 Bæringsson 30 | Reporte Pts Reb Asts Val              | Estadísticas 12 Fonseca 5 Wilson 5 Cardoso 12 Catarino | Pabellón: Laugardalshöll Asistencia: 1850 espectadores Árbitros: Andris Aunkrogers Gentian Cici Thomas Bissuel |  |

| 21 de agosto de 2019 | Suiza                                              | 109–85                                | Islandia                                                               | Montreux |  |
| 19:00                | Parciales: 25–29, 29–18, 23–19, 32–19              | Parciales: 25–29, 29–18, 23–19, 32–19 | Parciales: 25–29, 29–18, 23–19, 32–19                                  | |  |
|                      | Estadísticas Kovac 29 Capela 15 Kazadi 9 Kazadi 30 | Reporte Pts Reb Asts Val              | Estadísticas 28 Hermannsson 8 Guðmundsson 6 Ermolinskij 26 Hermannsson | Pabellón: Salle du Pierrier Asistencia: 2000 espectadores Árbitros: Yohan Rosso Alexey Davydov Gatis Saliņš |  |

## Fase de clasificación
Los equipos clasificados de la segunda ronda, los cuatro de la tercera ronda y el resto de las selecciones se unirán a esta ronda y se dividirán en ocho grupos de cuatro equipos, donde los tres primeros clasificados de cada uno disputarán el Eurobasket 2021.
El sorteo tuvo lugar el 22 de julio de 2019 en Múnich, Alemania.  Los cabezas de serie se definieron según su posición en el Ranking FIBA a 26 de febrero de 2019, excepto los equipos que clasificaron desde la tercera ronda pre-clasificatoria, que se fueron directamente al bombo 8. Los equipos se organizaron en ocho grupos de cuatro equipos cada uno. Los equipos del bombo 1 se ubicaron en los grupos A, C, E y G, junto con los equipos de los bombos 4, 5 y 8. Los equipos del bombo 2 se ubicaron en los grupos B, D, F y H, junto con los de los bombos 3, 6 y 7. En cada grupo solo puede haber un equipo organizador.
| Equipo   | Pos |
| -------- | --- |
| España   | 2   |
| Francia  | 3   |
| Serbia   | 4   |
| Lituania | 6   |

| Equipo    | Pos |
| --------- | --- |
| Eslovenia | 7   |
| Grecia    | 8   |
| Croacia   | 9   |
| Rusia     | 10  |

| Equipo  | Pos |
| ------- | --- |
| Italia  | 13  |
| Letonia | 15  |
| Turquía | 17  |
| Ucrania | 19  |

| Equipo          | Pos |
| --------------- | --- |
| Finlandia       | 21  |
| Alemania        | 22  |
| República Checa | 24  |
| Polonia         | 25  |

| Equipo     | Pos |
| ---------- | --- |
| Georgia    | 26  |
| Montenegro | 28  |
| Bélgica    | 29  |
| Israel     | 35  |

| Equipo               | Pos |
| -------------------- | --- |
| Hungría              | 36  |
| Bosnia y Herzegovina | 40  |
| Países Bajos         | 41  |
| Macedonia del Norte  | 42  |

| Equipo   | Pos |
| -------- | --- |
| Estonia  | 45  |
| Bulgaria | 47  |
| Suecia   | 54  |
| Austria  | 55  |

| Equipo       | Pos |
| ------------ | --- |
| Dinamarca    | 69  |
| Rumania      | 61  |
| Gran Bretaña | 44  |
| Suiza        | 65  |

Debido a la pandemia por COVID-19, cada grupo jugó los partidos de las ventanas de noviembre de 2020 en el mismo recinto.  Lo mismo ocurrió con los partidos de las ventanas de febrero de 2021. 
Todas las horas se muestran en el horario local

#### Grupo A
| Pos. | Equipo  | PJ | G | P | GF  | GC  | DG   | Pts | Clasificación   |  | ISR   | ESP   | POL   | ROU   |
| ---- | ------- | -- | - | - | --- | --- | ---- | --- | --------------- |  | ----- | ----- | ----- | ----- |
| 1    | Israel  | 6  | 5 | 1 | 487 | 442 | +45  | 11  | Eurobasket 2021 |  | —     | 95–87 | 78–72 | 87–63 |
| 2    | España  | 6  | 4 | 2 | 501 | 448 | +53  | 10  | Eurobasket 2021 |  | 78–73 | —     | 69–80 | 94–41 |
| 3    | Polonia | 6  | 3 | 3 | 490 | 453 | +37  | 9   | Eurobasket 2021 |  | 71–75 | 88–89 | —     | 88–81 |
| 4    | Rumania | 6  | 0 | 6 | 388 | 523 | −135 | 6   |                 |  | 71–79 | 71–84 | 61–91 | —     |

 Fuente: FIBA
Criterios de clasificación: 1) Puntos; 2) Enfrentamientos directos; 3) Diferencia de puntos; 4) Puntos anotados.
| 20 de febrero de 2020 | Rumania                                        | 71–84                                 | España                                        | Cluj-Napoca                                                                                              |  |
| 18:00                 | Parciales: 18–21, 16–23, 19–20, 18–20          | Parciales: 18–21, 16–23, 19–20, 18–20 | Parciales: 18–21, 16–23, 19–20, 18–20         | |  |
|                       | Estadísticas Cățe 19 Cățe 13 Richard 4 Cățe 27 | Reporte Pts Reb Asts Val              | Estadísticas 21 Díez 10 Saiz 9 Alocén 22 Saiz | Pabellón: BTarena Asistencia: 6000 espectadores Árbitros: Oskars Lucis Apostolos Kalpakas Alexey Davydov |  |

| 20 de febrero de 2020 | Polonia                                                        | 71–75                                 | Israel                                              | Gliwice |  |
| 18:45                 | Parciales: 12–21, 27–16, 14–18, 18–20                          | Parciales: 12–21, 27–16, 14–18, 18–20 | Parciales: 12–21, 27–16, 14–18, 18–20               | |  |
|                       | Estadísticas Slaughter 29 Michalak 11 Slaughter 4 Slaughter 28 | Reporte Pts Reb Asts Val              | Estadísticas 12 Zalmanson 8 Segev 10 Mekel 17 Mekel | Pabellón: Gliwice Arena Asistencia: 12 043 espectadores Árbitros: Aleksandar Glišić Alexandre Deman Thomas Bissuel |  |

| 23 de febrero de 2020 | España                                        | 69–80                                 | Polonia                                                   | Zaragoza |  |
| 18:00                 | Parciales: 19–15, 16–23, 20–27, 14–15         | Parciales: 19–15, 16–23, 20–27, 14–15 | Parciales: 19–15, 16–23, 20–27, 14–15                     | |  |
|                       | Estadísticas Díez 16 Saiz 12 Alocén 9 Saiz 20 | Reporte Pts Reb Asts Val              | Estadísticas 26 Slaughter 6 Kulig 7 Koszarek 21 Slaughter | Pabellón: Pabellón Príncipe Felipe Asistencia: 8661 espectadores Árbitros: Yener Yılmaz Martin Vulić Zdenko Tomašovič |  |

| 24 de febrero de 2020 | Israel                                            | 87–63                                | Rumania                                           | Tel Aviv                                                                       |  |
| 19:00                 | Parciales: 16–12, 27–26, 22–18, 22–7              | Parciales: 16–12, 27–26, 22–18, 22–7 | Parciales: 16–12, 27–26, 22–18, 22–7              |                                                                                |  |
|                       | Estadísticas Avdija 21 Avdija 8 Blatt 7 Avdija 25 | Reporte Pts Reb Asts Val             | Estadísticas 11 Dragoste 10 Cățe 5 Watson 16 Cățe | Pabellón: Arena de Tel Aviv Árbitros: Tolga Sahin Kerem Baki Vladimir Jevtović |  |

| 28 de noviembre de 2020 | Rumania                                              | 61–91                                | Polonia                                                                        | Valencia, España                                                                                |  |
| 16:30                   | Parciales: 7–24, 17–21, 23–26, 14–20                 | Parciales: 7–24, 17–21, 23–26, 14–20 | Parciales: 7–24, 17–21, 23–26, 14–20                                           |                                                                                                 |  |
|                         | Estadísticas Richard 14 Cățe 10 Richard 4 Richard 14 | Reporte Pts Reb Asts Val             | Estadísticas 17 Sokołowski 7 Sokołowski, Cel 4 Kolenda, Koszarek 28 Sokołowski | Pabellón: Pabellón Fuente de San Luis Árbitros: Radomir Vojinović Goran Šljivić Ilias Kounelles |  |

| 28 de noviembre de 2020 | Israel                                         | 95–87                                 | España                                                          | Valencia                                                                                      |  |
| 19:30                   | Parciales: 21–27, 15–25, 31–20, 28–15          | Parciales: 21–27, 15–25, 31–20, 28–15 | Parciales: 21–27, 15–25, 31–20, 28–15                           |                                                                                               |  |
|                         | Estadísticas Blatt 21 Ginat 5 Blatt 9 Blatt 31 | Reporte Pts Reb Asts Val              | Estadísticas 24 Colom 6 Pérez, López-Arostegui 5 Colom 21 Colom | Pabellón: Pabellón Fuente de San Luis Árbitros: Andrei Sharapa Martin Vulić Vladimir Jevtović |  |

| 30 de noviembre de 2020 | Israel                                         | 78–72                                 | Polonia                                             | Valencia                                                                                      |  |
| 16:30                   | Parciales: 16–18, 25–14, 21–20, 16–20          | Parciales: 16–18, 25–14, 21–20, 16–20 | Parciales: 16–18, 25–14, 21–20, 16–20               |                                                                                               |  |
|                         | Estadísticas Cohen 14 Ginat 8 Blatt 8 Ginat 13 | Reporte Pts Reb Asts Val              | Estadísticas 23 Ponitka 7 Cel 5 Koszarek 18 Ponitka | Pabellón: Pabellón Fuente de San Luis Árbitros: Andrei Sharapa Martin Vulić Vladimir Jevtović |  |

| 30 de noviembre de 2020 | España                                                                | 94–41                               | Rumania                                                      | Valencia                                                                                      |  |
| 19:30                   | Parciales: 27–12, 18–9, 13–12, 36–8                                   | Parciales: 27–12, 18–9, 13–12, 36–8 | Parciales: 27–12, 18–9, 13–12, 36–8                          |                                                                                               |  |
|                         | Estadísticas Brizuela 17 Guerrero 12 Brizuela 5 Brizuela, Barreiro 17 | Reporte Pts Reb Asts Val            | Estadísticas 13 Tohătan 7 Cățe 1 cinco jugadores 6 Cățe, Uta | Pabellón: Pabellón Fuente de San Luis Árbitros: Radomir Vojinović Goran Šljivić Blaž Zupančič |  |

| 19 de febrero de 2021 | Rumania                                           | 71–79                                 | Israel                                           | Gliwice, Polonia                                                           |  |
| 17:30                 | Parciales: 17–22, 14–23, 18–17, 22–17             | Parciales: 17–22, 14–23, 18–17, 22–17 | Parciales: 17–22, 14–23, 18–17, 22–17            |                                                                            |  |
|                       | Estadísticas Măciucă 18 Popa 8 Badiu 8 Măciucă 18 | Reporte Pts Reb Asts Val              | Estadísticas 18 Sorkin 5 Weisz 7 Blatt 18 Sorkin | Pabellón: Gliwice Arena Árbitros: Igor Mitrovski Boris Krejić Geert Jacobs |  |

| 19 de febrero de 2021 | Polonia                                                                  | 88–89                                 | España                                                           | Gliwice                                                                               |  |
| 20:30                 | Parciales: 27–26, 16–17, 22–27, 23–19                                    | Parciales: 27–26, 16–17, 22–27, 23–19 | Parciales: 27–26, 16–17, 22–27, 23–19                            |                                                                                       |  |
|                       | Estadísticas Slaughter 27 Cel, Waczyński 5 tres jugadores 3 Slaughter 26 | Reporte Pts Reb Asts Val              | Estadísticas 24 Barreiro 5 Barreiro, Guerra 5 Guerra 31 Barreiro | Pabellón: Gliwice Arena Árbitros: Aleksandar Glišić Zdravko Rutešić Andris Aunkrogers |  |

| 21 de febrero de 2021 | España                                                | 78–73                                 | Israel                                          | Gliwice                                                                            |  |
| 17:30                 | Parciales: 19–13, 23–18, 17–27, 19–15                 | Parciales: 19–13, 23–18, 17–27, 19–15 | Parciales: 19–13, 23–18, 17–27, 19–15           |                                                                                    |  |
|                       | Estadísticas Brizuela 18 Barreiro 9 Bassas 6 Parra 16 | Reporte Pts Reb Asts Val              | Estadísticas 20 Cohen 9 Cohen 10 Blatt 20 Cohen | Pabellón: Gliwice Arena Árbitros: Igor Mitrovski Andris Aunkrogers Zdravko Rutešić |  |

| 21 de febrero de 2021 | Polonia                                                     | 88–81                                 | Rumania                                         | Gliwice                                                                       |  |
| 20:30                 | Parciales: 34–26, 16–21, 25–16, 13–18                       | Parciales: 34–26, 16–21, 25–16, 13–18 | Parciales: 34–26, 16–21, 25–16, 13–18           |                                                                               |  |
|                       | Estadísticas Michalak 24 Olejniczak 6 Ponitka 5 Michalak 23 | Reporte Pts Reb Asts Val              | Estadísticas 16 Măciucă 9 Uta 6 Gheorghe 21 Uta | Pabellón: Gliwice Arena Árbitros: Aleksandar Glišić Geert Jacobs Mehmet Şahin |  |

#### Grupo B
| Pos. | Equipo              | PJ | G | P | GF  | GC  | DG  | Pts | Clasificación                  |  | ITA   | RUS   | EST     | MKD   |
| ---- | ------------------- | -- | - | - | --- | --- | --- | --- | ------------------------------ |  | ----- | ----- | ------- | ----- |
| 1    | Italia              | 6  | 4 | 2 | 511 | 487 | +24 | 10  | Eurobasket 2021 como anfitrión |  | —     | 83–64 | 101–105 | 92–84 |
| 2    | Rusia               | 6  | 4 | 2 | 460 | 405 | +55 | 10  | Descalificado                  |  | 66–70 | —     | 75–52   | 77–67 |
| 3    | Estonia             | 6  | 2 | 4 | 459 | 505 | −46 | 8   | Eurobasket 2021                |  | 81–87 | 56–84 | —       | 84–86 |
| 4    | Macedonia del Norte | 6  | 2 | 4 | 473 | 506 | −33 | 8   |                                |  | 87–78 | 77–94 | 72–81   | —     |

 Fuente: FIBA
Criterios de clasificación: 1) Puntos; 2) Enfrentamientos directos; 3) Diferencia de puntos; 4) Puntos anotados.
Notas:
1. 1 2  Italia 153–130 Rusia
2. ↑  El 20 de mayo de 2022, FIBA suspendió a Rusia de todas las competiciones internacionales debido a la Invasión rusa de Ucrania.[9]
3. 1 2  Estonia 165–158 Macedonia del Norte

| 20 de febrero de 2020 | Macedonia del Norte                                                              | 72–81                                | Estonia                                                            | Skopie |  |
| 20:15                 | Parciales: 18–20, 5–25, 23–15, 26–21                                             | Parciales: 18–20, 5–25, 23–15, 26–21 | Parciales: 18–20, 5–25, 23–15, 26–21                               | |  |
|                       | Estadísticas Stojanovski 26 Whittington 8 Stojanovski, Gjuroski 3 Stojanovski 25 | Reporte Pts Reb Asts Val             | Estadísticas 31 Kullamäe 6 Nurger 5 Veideman, Kullamäe 31 Kullamäe | Pabellón: Centro Deportivo Boris Trajkovski Asistencia: 5600 espectadores Árbitros: Mārtiņš Kozlovskis Mehmet Sahin Zdenko Tomašovič |  |

| 20 de febrero de 2020 | Italia                                                       | 83–64                                | Rusia                                                  | Nápoles |  |
| 20:30                 | Parciales: 26–24, 15–9, 21–18, 21–13                         | Parciales: 26–24, 15–9, 21–18, 21–13 | Parciales: 26–24, 15–9, 21–18, 21–13                   | |  |
|                       | Estadísticas Ricci 19 Fontecchio, Ricci 7 Spissu 10 Ricci 22 | Reporte Pts Reb Asts Val             | Estadísticas 17 Kulagin 6 Antípov 8 Kulagin 20 Antípov | Pabellón: PalaBarbuto Asistencia: 4000 espectadores Árbitros: Antonio Conde Martin Vulić Fernando Calatrava |  |

| 23 de febrero de 2020 | Rusia                                                           | 77–67                                 | Macedonia del Norte                                                                     | Perm |  |
| 20:00                 | Parciales: 19–20, 19–16, 19–17, 20–14                           | Parciales: 19–20, 19–16, 19–17, 20–14 | Parciales: 19–20, 19–16, 19–17, 20–14                                                   | |  |
|                       | Estadísticas Fridzon 23 Fridzon, Antípov 7 Kulagin 7 Fridzon 29 | Reporte Pts Reb Asts Val              | Estadísticas 14 Magdevski, Whittington 6 tres jugadores 4 tres jugadores 20 Whittington | Pabellón: Universal Sports Palace Molot Asistencia: 7099 espectadores Árbitros: Oskars Lucis Janusz Calik Thomas Bissuel |  |

| 24 de febrero de 2020 | Estonia                                                 | 81–87                                 | Italia                                                    | Tallin |  |
| 19:00                 | Parciales: 18–18, 29–23, 14–18, 20–28                   | Parciales: 18–18, 29–23, 14–18, 20–28 | Parciales: 18–18, 29–23, 14–18, 20–28                     | |  |
|                       | Estadísticas Kitsing 22 Joesaar 9 Kullamäe 6 Kitsing 22 | Reporte Pts Reb Asts Val              | Estadísticas 22 Vitali 4 tres jugadores 8 Spissu 23 Ricci | Pabellón: Unibet Arena Asistencia: 5051 espectadores Árbitros: Aleksandar Glišić Martin Horozov Andrei Sharapa |  |

| 28 de noviembre de 2020 | Estonia                                                 | 56–84                                 | Rusia                                                        | Tallin, Estonia                                                               |  |
| 20:30                   | Parciales: 14–18, 13–23, 15–21, 14–22                   | Parciales: 14–18, 13–23, 15–21, 14–22 | Parciales: 14–18, 13–23, 15–21, 14–22                        |                                                                               |  |
|                         | Estadísticas Jõesaar 11 Treier 7 Veideman 8 Veideman 16 | Reporte Pts Reb Asts Val              | Estadísticas 19 Baburin 6 Vorontsévich 7 Strebkov 24 Baburin | Pabellón: Unibet Arena Árbitros: Mārtiņš Kozlovskis Martin Horozov Petr Hrůša |  |

| 30 de noviembre de 2020 | Rusia                                                                         | 66–70                                 | Italia                                                                   | Tallin                                                                             |  |
| 16:00                   | Parciales: 15–15, 16–21, 13–14, 22–20                                         | Parciales: 15–15, 16–21, 13–14, 22–20 | Parciales: 15–15, 16–21, 13–14, 22–20                                    |                                                                                    |  |
|                         | Estadísticas Vorontsévich 11 Vorontsévich 11 tres jugadores 4 Vorontsévich 17 | Reporte Pts Reb Asts Val              | Estadísticas 27 Tessitori 9 Tessitori 5 Della Valle, Spissu 26 Tessitori | Pabellón: Unibet Arena Árbitros: Antonio Conde Mārtiņš Kozlovskis Dariusz Zapolski |  |

| 18 de febrero de 2021 | Italia                                                  | 92–84                                 | Macedonia del Norte                                                       | Perm, Rusia |  |
| 19:30                 | Parciales: 25–23, 16–20, 22–21, 29–20                   | Parciales: 25–23, 16–20, 22–21, 29–20 | Parciales: 25–23, 16–20, 22–21, 29–20                                     | |  |
|                       | Estadísticas Tessitori 18 Ricci 7 Spissu 9 Tessitori 21 | Reporte Pts Reb Asts Val              | Estadísticas 24 Dimitrijević 7 Trajkovski 12 Dimitrijević 22 Dimitrijević | Pabellón: Molot Sports Hall Asistencia: 1100 espectadores Árbitros: Tomas Jasevičius Yener Yılmaz Alexandre Deman |  |

| 19 de febrero de 2021 | Italia                                             | 101–105 TE                                         | Estonia                                            | Perm |  |
| 16:30                 | Parciales: 21–20, 23–34, 22–28, 28–12 (T.E.: 7–11) | Parciales: 21–20, 23–34, 22–28, 28–12 (T.E.: 7–11) | Parciales: 21–20, 23–34, 22–28, 28–12 (T.E.: 7–11) | |  |
|                       | Estadísticas Vitali 24 Vitali 9 Spissu 6 Vitali 34 | Reporte Pts Reb Asts Val                           | Estadísticas 32 Kotsar 6 Treier 14 Sokk 25 Kotsar  | Pabellón: Molot Sports Hall Asistencia: 412 espectadores Árbitros: Yener Yılmaz Zdeno Tomašovič Gvidas Gedvilas |  |

| 19 de febrero de 2021 | Macedonia del Norte                                                      | 77–94                                 | Rusia                                                                                         | Perm |  |
| 19:30                 | Parciales: 21–26, 12–25, 21–21, 23–22                                    | Parciales: 21–26, 12–25, 21–21, 23–22 | Parciales: 21–26, 12–25, 21–21, 23–22                                                         | |  |
|                       | Estadísticas V. Stojanovski 18 Krstevski 5 Nikolov, Magdevski 5 Wiley 22 | Reporte Pts Reb Asts Val              | Estadísticas 19 Bolomboy 6 Vorontsévich, Il'nickij 7 Strebkov, Kulaguin 18 Bolomboy, Strebkov | Pabellón: Molot Sports Hall Asistencia: 1854 espectadores Árbitros: Tomas Jasevičius Zafer Yılmaz Carsten Straube |  |

| 21 de febrero de 2021 | Macedonia del Norte                                              | 87–78                                 | Italia                                            | Perm |  |
| 17:00                 | Parciales: 20–30, 21–22, 26–13, 20–13                            | Parciales: 20–30, 21–22, 26–13, 20–13 | Parciales: 20–30, 21–22, 26–13, 20–13             | |  |
|                       | Estadísticas Dimitrijević 22 Wiley 7 Dimitrijević 7 Magdevski 28 | Reporte Pts Reb Asts Val              | Estadísticas 17 Spissu 4 Akele 8 Spissu 22 Spissu | Pabellón: Molot Sports Hall Asistencia: 776 espectadores Árbitros: Yener Yılmaz Zdenko Tomašovič Alexandre Deman |  |

| 21 de febrero de 2021 | Rusia                                                    | 75–52                                | Estonia                                                       | Perm |  |
| 20:00                 | Parciales: 17–15, 16–12, 20–18, 22–7                     | Parciales: 17–15, 16–12, 20–18, 22–7 | Parciales: 17–15, 16–12, 20–18, 22–7                          | |  |
|                       | Estadísticas Baburin 14 Ivlev 10 Vorontsévich 4 Ivlev 21 | Reporte Pts Reb Asts Val             | Estadísticas 10 Jõesaar 5 Nurger, Jõesaar 4 Kotsar 16 Jõesaar | Pabellón: Molot Sports Hall Asistencia: 2852 espectadores Árbitros: Zafer Yılmaz Carsten Straube Steve Bittner |  |

| 22 de febrero de 2021 | Estonia                                           | 84–86                                 | Macedonia del Norte                                               | Perm |  |
| 19:00                 | Parciales: 27–18, 22–20, 20–25, 15–23             | Parciales: 27–18, 22–20, 20–25, 15–23 | Parciales: 27–18, 22–20, 20–25, 15–23                             | |  |
|                       | Estadísticas Kotsar 15 Treier 12 Sokk 7 Kotsar 18 | Reporte Pts Reb Asts Val              | Estadísticas 23 Dimitrijevic 6 Trajkovski 5 Dimitrijevic 31 Wiley | Pabellón: Molot Sports Hall Asistencia: 614 espectadores Árbitros: Tomas Jasevičius Yener Yılmaz Zafer Yılmaz |  |

#### Grupo C
| Pos. | Equipo          | PJ | G | P | GF  | GC  | DG  | Pts | Clasificación                  |  | BEL   | LTU   | CZE   | DEN   |
| ---- | --------------- | -- | - | - | --- | --- | --- | --- | ------------------------------ |  | ----- | ----- | ----- | ----- |
| 1    | Bélgica         | 6  | 4 | 2 | 509 | 439 | +70 | 10  | Eurobasket 2021                |  | —     | 86–65 | 86–91 | 88–65 |
| 2    | Lituania        | 6  | 4 | 2 | 493 | 476 | +17 | 10  | Eurobasket 2021                |  | 84–71 | —     | 97–89 | 76–80 |
| 3    | República Checa | 6  | 2 | 4 | 481 | 529 | −48 | 8   | Eurobasket 2021 como anfitrión |  | 62–90 | 74–94 | —     | 75–71 |
| 4    | Dinamarca       | 6  | 2 | 4 | 455 | 494 | −39 | 8   |                                |  | 72–88 | 76–77 | 91–90 | —     |

 Fuente: FIBA
Criterios de clasificación: 1) Puntos; 2) Enfrentamientos directos; 3) Diferencia de puntos; 4) Puntos anotados.
Notas:
1. 1 2  Bélgica 157–149 Lituania
2. 1 2  República Checa 165–162 Dinamarca

| 21 de febrero de 2020 | República Checa                                     | 75–71                                | Dinamarca                                                | Pardubice |  |
| 20:10                 | Parciales: 19–20, 30–22, 10–7, 16–22                | Parciales: 19–20, 30–22, 10–7, 16–22 | Parciales: 19–20, 30–22, 10–7, 16–22                     | |  |
|                       | Estadísticas Bohačík 17 Kříž 8 Bohačík 5 Bohačík 22 | Reporte Pts Reb Asts Val             | Estadísticas 20 Lundberg 8 Lundberg 6 Darboe 19 Lundberg | Pabellón: Enteria arena Asistencia: 3820 espectadores Árbitros: Nicolas Maestre Zafer Yılmaz Beniamino Manuel Attard |  |

| 21 de febrero de 2020 | Bélgica                                                          | 86–65                                | Lituania                                                                      | Mons                                                                                                   |  |
| 20:30                 | Parciales: 23–9, 17–12, 28–10, 18–34                             | Parciales: 23–9, 17–12, 28–10, 18–34 | Parciales: 23–9, 17–12, 28–10, 18–34                                          | |  |
|                       | Estadísticas Obasohan 21 de Zeeuw 9 Serron 5 Serron, Obasohan 22 | Reporte Pts Reb Asts Val             | Estadísticas 17 Motiejūnas 5 Motiejūnas, Kuzminskas 4 Kalnietis 19 Kuzminskas | Pabellón: Mons.Arena Asistencia: 3100 espectadores Árbitros: Marius Ciulin Zdravko Rutešić Michał Proć |  |

| 23 de febrero de 2020 | Dinamarca                                                          | 72–88                                 | Bélgica                                    | Copenhague                                                                       |  |
| 18:15                 | Parciales: 18–27, 21–28, 13–23, 20–10                              | Parciales: 18–27, 21–28, 13–23, 20–10 | Parciales: 18–27, 21–28, 13–23, 20–10      |                                                                                  |  |
|                       | Estadísticas Larsen 20 tres jugadores 5 tres jugadores 4 Larsen 20 | Reporte Pts Reb Asts Val              | Estadísticas 22 Tabu 8 Tabu 7 Tabu 30 Tabu | Pabellón: Farum Arena Árbitros: Saverio Lanzarini Radomir Vojinović Gatis Saliņš |  |

| 24 de febrero de 2020 | Lituania                                                        | 97–89                                 | República Checa                                            | Vilnius |  |
| 19:30                 | Parciales: 19–20, 23–27, 20–20, 35–22                           | Parciales: 19–20, 23–27, 20–20, 35–22 | Parciales: 19–20, 23–27, 20–20, 35–22                      | |  |
|                       | Estadísticas Bendžius 26 Butkevičius 8 Jokubaitis 6 Bendžius 29 | Reporte Pts Reb Asts Val              | Estadísticas 26 Hruban 4 tres jugadores Šiřina 6 Hruban 23 | Pabellón: Twinsbet Arena Asistencia: 6591 espectadores Árbitros: Eddie Viator Saša Maričić Alexandre Deman |  |

| 27 de noviembre de 2020 | República Checa                                      | 62–90                                 | Bélgica                                                             | Vilnius, Lituania                                                                 |  |
| 16:30                   | Parciales: 19–27, 17–20, 15–23, 11–20                | Parciales: 19–27, 17–20, 15–23, 11–20 | Parciales: 19–27, 17–20, 15–23, 11–20                               |                                                                                   |  |
|                         | Estadísticas Balvín 14 Peterka 8 Bohačík 4 Balvín 17 | Reporte Pts Reb Asts Val              | Estadísticas 18 Obasohan Gillet, Kesteloot 5 Obasohan 7 Obasohan 24 | Pabellón: Twinsbet Arena Árbitros: Aleksandar Glišić Mehmet Sahin Zdravko Rutešić |  |

| 27 de noviembre de 2020 | Lituania                                                 | 76–80                                 | Dinamarca                                                  | Vilnius                                                                  |  |
| 19:30                   | Parciales: 22–21, 24–17, 13–22, 17–20                    | Parciales: 22–21, 24–17, 13–22, 17–20 | Parciales: 22–21, 24–17, 13–22, 17–20                      |                                                                          |  |
|                         | Estadísticas Gailius 16 Birutis 8 Kalnietis 6 Gailius 14 | Reporte Pts Reb Asts Val              | Estadísticas 28 Lundberg 7 Lundberg 4 Lundberg 28 Lundberg | Pabellón: Twinsbet Arena Árbitros: Boris Krejić Özlem Yalman Pavel Fúska |  |

| 29 de noviembre de 2020 | Dinamarca                                               | 91–90                                 | República Checa                                                | Vilnius                                                                      |  |
| 16:30                   | Parciales: 29–21, 22–27, 19–23, 21–19                   | Parciales: 29–21, 22–27, 19–23, 21–19 | Parciales: 29–21, 22–27, 19–23, 21–19                          |                                                                              |  |
|                         | Estadísticas Lundberg 38 Zohore 10 Darboe 9 Lundberg 36 | Reporte Pts Reb Asts Val              | Estadísticas 24 Peterka 8 Peterka 7 Vyoral, Bohačík 27 Peterka | Pabellón: Twinsbet Arena Árbitros: Özlem Yalman Zdravko Rutešić Mehmet Sahin |  |

| 29 de noviembre de 2020 | Lituania                                                     | 84–71                                 | Bélgica                                                 | Vilnius                                                                          |  |
| 19:30                   | Parciales: 20–15, 29–21, 18–15, 17–20                        | Parciales: 20–15, 29–21, 18–15, 17–20 | Parciales: 20–15, 29–21, 18–15, 17–20                   |                                                                                  |  |
|                         | Estadísticas Bendžius 19 Kuzminskas 8 Mačiulis 4 Bendžius 21 | Reporte Pts Reb Asts Val              | Estadísticas 21 Obasohan 5 Vanwijn 3 Libert 15 Obasohan | Pabellón: Twinsbet Arena Árbitros: Aleksandar Glišić Boris Krejić Thomas Bissuel |  |

| 20 de febrero de 2021 | Bélgica                                                           | 88–65                                 | Dinamarca                                           | Vilnius, Lituania                                                                  |  |
| 16:30                 | Parciales: 24–17, 16–17, 26–15, 22–16                             | Parciales: 24–17, 16–17, 26–15, 22–16 | Parciales: 24–17, 16–17, 26–15, 22–16               |                                                                                    |  |
|                       | Estadísticas Obasohan 19 Gillet, Obasohan 5 Lecomte 5 Obasohan 22 | Reporte Pts Reb Asts Val              | Estadísticas 18 Darboe 8 Zohore 4 Nielsen 15 Darboe | Pabellón: Twinsbet Arena Árbitros: Sergii Zashchuk Gatis Saliņš Mehmet Karabilecen |  |

| 20 de febrero de 2021 | República Checa                                       | 74–94                                 | Lituania                                                             | Vilnius                                                                            |  |
| 19:30                 | Parciales: 15–31, 18–18, 22–16, 19–29                 | Parciales: 15–31, 18–18, 22–16, 19–29 | Parciales: 15–31, 18–18, 22–16, 19–29                                |                                                                                    |  |
|                       | Estadísticas Peterka 18 Peterka 7 Vyoral 5 Peterka 17 | Reporte Pts Reb Asts Val              | Estadísticas 15 Kariniauskas 7 Kuzminskas 6 Kariniauskas 18 Masiulis | Pabellón: Twinsbet Arena Árbitros: Ademir Zurapović Radomir Vojinović Martin Vulić |  |

| 22 de febrero de 2021 | Bélgica                                                              | 86–91                                 | República Checa                                      | Vilnius                                                                                    |  |
| 16:30                 | Parciales: 14–24, 26–27, 25–18, 21–22                                | Parciales: 14–24, 26–27, 25–18, 21–22 | Parciales: 14–24, 26–27, 25–18, 21–22                |                                                                                            |  |
|                       | Estadísticas Obasohan 23 van Vliet 5 Lecomte, Schwartz 4 Obasohan 23 | Reporte Pts Reb Asts Val              | Estadísticas 24 Hruban 8 Peterka 4 Sehnal 23 Bohačík | Pabellón: Twinsbet Arena Árbitros: Radomir Vojinović Ventsislav Velikov Mehmet Karabilecen |  |

| 22 de febrero de 2021 | Dinamarca                                           | 76–77                                 | Lituania                                                      | Vilnius                                                                          |  |
| 19:30                 | Parciales: 19–25, 18–16, 23–17, 16–19               | Parciales: 19–25, 18–16, 23–17, 16–19 | Parciales: 19–25, 18–16, 23–17, 16–19                         |                                                                                  |  |
|                       | Estadísticas Larsen 21 Zohore 10 Darboe 6 Larsen 23 | Reporte Pts Reb Asts Val              | Estadísticas 11 Kalnietis 6 Mačiulis 6 Kalnietis 16 Kalnietis | Pabellón: Twinsbet Arena Árbitros: Ademir Zurapović Sergii Zashchuk Martin Vulić |  |

#### Grupo D
| Pos. | Equipo       | PJ | G | P | GF  | GC  | DG  | Pts | Clasificación   |  | CRO   | NED   | TUR   | SWE   |
| ---- | ------------ | -- | - | - | --- | --- | --- | --- | --------------- |  | ----- | ----- | ----- | ----- |
| 1    | Croacia      | 6  | 4 | 2 | 442 | 398 | +44 | 10  | Eurobasket 2021 |  | —     | 57–65 | 79–62 | 72–56 |
| 2    | Países Bajos | 6  | 3 | 3 | 404 | 414 | −10 | 9   | Eurobasket 2021 |  | 59–69 | —     | 71–73 | 78–76 |
| 3    | Turquía      | 6  | 3 | 3 | 452 | 467 | −15 | 9   | Eurobasket 2021 |  | 84–78 | 65–72 | —     | 88–80 |
| 4    | Suecia       | 6  | 2 | 4 | 445 | 464 | −19 | 8   |                 |  | 72–87 | 74–59 | 87–80 | —     |

 Fuente: FIBA
Criterios de clasificación: 1) Puntos; 2) Enfrentamientos directos; 3) Diferencia de puntos; 4) Puntos anotados.
Notas:
1. 1 2  Países Bajos 143–138 Turquía

| 21 de febrero de 2020 | Turquía                                                 | 65–72                                 | Países Bajos                                            | Ankara |  |
| 20:00                 | Parciales: 17–18, 21–23, 16–13, 11–18                   | Parciales: 17–18, 21–23, 16–13, 11–18 | Parciales: 17–18, 21–23, 16–13, 11–18                   | |  |
|                       | Estadísticas Mahmutoğlu 20 Birsen 13 Birsen 4 Birsen 19 | Reporte Pts Reb Asts Val              | Estadísticas 27 Kloof 6 Kloof 3 tres jugadores 28 Kloof | Pabellón: Ankara Arena Asistencia: 9563 espectadores Árbitros: Ademir Zurapović Radomir Vojinović Gintaras Vitkauskas |  |

| 21 de febrero de 2020 | Croacia                                              | 72–56                                | Suecia                                        | Zagreb |  |
| 18:00                 | Parciales: 18–6, 23–14, 17–25, 14–11                 | Parciales: 18–6, 23–14, 17–25, 14–11 | Parciales: 18–6, 23–14, 17–25, 14–11          | |  |
|                       | Estadísticas Drežnjak 16 Šakić 11 Ukić 8 Drežnjak 20 | Reporte Pts Reb Asts Val             | Estadísticas 11 Borg 8 Borg 7 Pantzar 13 Borg | Pabellón: Centro de Baloncesto Dražen Petrović Asistencia: 5200 espectadores Árbitros: Eddie Viator Ventsislav Velikov Kristaps Konstantinovs |  |

| 24 de febrero de 2020 | Países Bajos                                           | 59–69                               | Croacia                                        | Almere |  |
| 19:30                 | Parciales: 21–18, 14–20, 16–9, 8–22                    | Parciales: 21–18, 14–20, 16–9, 8–22 | Parciales: 21–18, 14–20, 16–9, 8–22            | |  |
|                       | Estadísticas Franke 11 Kherrazi 11 Kloof 4 Kherrazi 11 | Reporte Pts Reb Asts Val            | Estadísticas 14 Ukić 6 Planinić 6 Ukić 14 Ukić | Pabellón: Topsportcentrum Asistencia: 3000 espectadores Árbitros: Georgios Poursanidis Mārtiņš Kozlovskis Fernando Calatrava |  |

| 24 de febrero de 2020 | Suecia                                                        | 87–80                                 | Turquía                                          | Estocolmo |  |
| 20:00                 | Parciales: 18–20, 26–15, 23–20, 20–25                         | Parciales: 18–20, 26–15, 23–20, 20–25 | Parciales: 18–20, 26–15, 23–20, 20–25            | |  |
|                       | Estadísticas Håkanson 23 Czerapowicz 7 Håkanson 8 Håkanson 22 | Reporte Pts Reb Asts Val              | Estadísticas 23 Şanlı 8 Birsen 8 Tuncer 24 Şanlı | Pabellón: Globen Arena Asistencia: 11 390 espectadores Árbitros: Manuel Mazzoni Sergei Beliakov Wojciech Liszka |  |

| 27 de noviembre de 2020 | Países Bajos                                                    | 78–76                                 | Suecia                                                    | Estambul, Turquía                                                               |  |
| 16:00                   | Parciales: 15–18, 23–24, 18–12, 22–22                           | Parciales: 15–18, 23–24, 18–12, 22–22 | Parciales: 15–18, 23–24, 18–12, 22–22                     |                                                                                 |  |
|                         | Estadísticas Franke 22 Williams, Kherrazi 6 de Jong 5 Franke 22 | Reporte Pts Reb Asts Val              | Estadísticas 21 Czerapowicz 11 Spires 7 Pantzar 19 Spires | Pabellón: Sinan Erdem Dome Árbitros: Tanel Suslov Sergei Beliakov Paulo Marques |  |

| 27 de noviembre de 2020 | Croacia                                        | 79–62                                | Turquía                                                | Estambul                                                                                 |  |
| 19:00                   | Parciales: 24–7, 21–17, 12–19, 22–19           | Parciales: 24–7, 21–17, 12–19, 22–19 | Parciales: 24–7, 21–17, 12–19, 22–19                   |                                                                                          |  |
|                         | Estadísticas Bilan 30 Bilan 12 Ukić 5 Bilan 37 | Reporte Pts Reb Asts Val             | Estadísticas 14 Mahmutoğlu 8 Şengün 5 Larkin 10 Şengün | Pabellón: Sinan Erdem Dome Árbitros: Tomas Jasevičius Fernando Calatrava Alexandre Deman |  |

| 29 de noviembre de 2020 | Países Bajos                                            | 71–73                                 | Turquía                                            | Estambul                                                                                  |  |
| 17:00                   | Parciales: 14–24, 23–17, 18–14, 16–18                   | Parciales: 14–24, 23–17, 18–14, 16–18 | Parciales: 14–24, 23–17, 18–14, 16–18              |                                                                                           |  |
|                         | Estadísticas Kloof 17 Kloof 8 tres jugadores 3 Kloof 21 | Reporte Pts Reb Asts Val              | Estadísticas 23 Larkin 4 Şengün 9 Larkin 25 Larkin | Pabellón: Sinan Erdem Dome Árbitros: Tomas Jasevičius Alexandre Deman Gintaras Vitkauskas |  |

| 29 de noviembre de 2020 | Suecia                                                        | 72–87                                 | Croacia                                                    | Estambul                                                                           |  |
| 20:00                   | Parciales: 16–22, 15–26, 22–20, 19–19                         | Parciales: 16–22, 15–26, 22–20, 19–19 | Parciales: 16–22, 15–26, 22–20, 19–19                      |                                                                                    |  |
|                         | Estadísticas Andersson 22 Andersson 8 Massamba 5 Andersson 27 | Reporte Pts Reb Asts Val              | Estadísticas 20 Marčinković 10 Bilan 5 Ukić 29 Marčinković | Pabellón: Sinan Erdem Dome Árbitros: Fernando Calatrava Paulo Marques Tanel Suslov |  |

| 20 de febrero de 2021 | Turquía                                             | 88–80                                 | Suecia                                                             | Estambul, Turquía                                                                    |  |
| 17:00                 | Parciales: 18–17, 21–18, 23–22, 26–23               | Parciales: 18–17, 21–18, 23–22, 26–23 | Parciales: 18–17, 21–18, 23–22, 26–23                              |                                                                                      |  |
|                       | Estadísticas Şengün 24 Şengün 12 Larkin 7 Şengün 30 | Reporte Pts Reb Asts Val              | Estadísticas 21 Jerebko 10 Birgander 5 tres jugadores 22 Birgander | Pabellón: BJK Akatlar Arena Árbitros: Saverio Lanzarini Marius Ciulin Alexey Davydov |  |

| 20 de febrero de 2021 | Croacia                                                           | 57–65                                | Países Bajos                                              | Estambul                                                                          |  |
| 20:00                 | Parciales: 19–11, 16–16, 13–22, 9–16                              | Parciales: 19–11, 16–16, 13–22, 9–16 | Parciales: 19–11, 16–16, 13–22, 9–16                      |                                                                                   |  |
|                       | Estadísticas Šakić 17 Bilan, Šakić 10 Krušlin 6 Krušlin, Bilan 15 | Reporte Pts Reb Asts Val             | Estadísticas 15 Franke 9 Kloof 4 van der Vuurst 14 Franke | Pabellón: BJK Akatlar Arena Árbitros: Manuel Mazzoni Lorenzo Baldini Ivor Matějek |  |

| 22 de febrero de 2021 | Suecia                                                      | 74–59                                | Países Bajos                                                                 | Estambul                                                                               |  |
| 17.00                 | Parciales: 23–17, 16–20, 18–16, 17–6                        | Parciales: 23–17, 16–20, 18–16, 17–6 | Parciales: 23–17, 16–20, 18–16, 17–6                                         |                                                                                        |  |
|                       | Estadísticas Czerapowicz 19 Jerebko 11 Pantzar 5 Jerebko 16 | Reporte Pts Reb Asts Val             | Estadísticas 11 Nzekwesi 6 van der Vuurst 8 van der Vuurst 15 van der Vuurst | Pabellón: BJK Akatlar Arena Árbitros: Saverio Lanzarini Ivor Matějek Gintaras Mačiulis |  |

| 22 de febrero de 2021 | Turquía                                                                 | 84–78                                 | Croacia                                            | Estambul                                                                           |  |
| 20:00                 | Parciales: 21–21, 21–19, 20–25, 22–13                                   | Parciales: 21–21, 21–19, 20–25, 22–13 | Parciales: 21–21, 21–19, 20–25, 22–13              |                                                                                    |  |
|                       | Estadísticas Tuncer, Şanlı 17 Şanlı 6 Larkin, Tuncer 7 Tuncer, Şanlı 24 | Reporte Pts Reb Asts Val              | Estadísticas 13 Gabrić 5 Šakić 5 Prkačin 16 Gabrić | Pabellón: BJK Akatlar Arena Árbitros: Manuel Mazzoni Marius Ciulin Lorenzo Baldini |  |

#### Grupo E
| Pos. | Equipo    | PJ | G | P | GF  | GC  | DG  | Pts | Clasificación                  |  | SRB   | GEO   | FIN   | SUI   |
| ---- | --------- | -- | - | - | --- | --- | --- | --- | ------------------------------ |  | ----- | ----- | ----- | ----- |
| 1    | Serbia    | 6  | 4 | 2 | 515 | 457 | +58 | 10  | Eurobasket 2021                |  | —     | 90–94 | 75–66 | 88–81 |
| 2    | Georgia   | 6  | 4 | 2 | 508 | 517 | −9  | 10  | Eurobasket 2021 como anfitrión |  | 66–92 | —     | 70–78 | 96–88 |
| 3    | Finlandia | 6  | 3 | 3 | 448 | 464 | −16 | 9   | Eurobasket 2021                |  | 58–80 | 85–91 | —     | 92–84 |
| 4    | Suiza     | 6  | 1 | 5 | 493 | 526 | −33 | 7   |                                |  | 92–90 | 84–91 | 64–69 | —     |

 Fuente: FIBA
Criterios de clasificación: 1) Puntos; 2) Enfrentamientos directos; 3) Diferencia de puntos; 4) Puntos anotados.
Notas:
1. 1 2  Serbia 182–160 Georgia

| 20 de febrero de 2020 | Georgia                                                           | TE 96–88                                          | Suiza                                                           | Tiflis |  |
| 19:00                 | Parciales: 17–8, 25–21, 16–24, 21–26 (T.E.: 17–9)                 | Parciales: 17–8, 25–21, 16–24, 21–26 (T.E.: 17–9) | Parciales: 17–8, 25–21, 16–24, 21–26 (T.E.: 17–9)               | |  |
|                       | Estadísticas Burjanadze 21 Shermadini 13 McFadden 6 Shermadini 26 | Reporte Pts Reb Asts Val                          | Estadísticas 22 Kazadi 10 Kazadi, Jurkovitz 10 Kazadi 30 Kazadi | Pabellón: Palacio de Deportes de Tiflis Asistencia: 7099 espectadores Árbitros: Wojciech Liszka Tanel Suslov Goran Sljivić |  |

| 20 de febrero de 2020 | Finlandia                                               | 58–80                                 | Serbia                                                                     | Espoo |  |
| 19:00                 | Parciales: 10–19, 14–18, 13–23, 21–20                   | Parciales: 10–19, 14–18, 13–23, 21–20 | Parciales: 10–19, 14–18, 13–23, 21–20                                      | |  |
|                       | Estadísticas Palmi 16 Kotti 6 tres jugadores 3 Palmi 14 | Reporte Pts Reb Asts Val              | Estadísticas 19 Raduljica 8 tres jugadores 3 cuatro jugadores 26 Raduljica | Pabellón: Espoo Metro Areena Asistencia: 6769 espectadores Árbitros: Yohan Rosso Tolga Sahin Andrei Sharapa |  |

| 23 de febrero de 2020 | Serbia                                                              | 90–94                                 | Georgia                                                       | Belgrado |  |
| 17:00                 | Parciales: 28–18, 20–23, 19–24, 23–29                               | Parciales: 28–18, 20–23, 19–24, 23–29 | Parciales: 28–18, 20–23, 19–24, 23–29                         | |  |
|                       | Estadísticas Avramović 27 Raduljica, Zagorac 5 Jaramaz 6 Jaramaz 29 | Reporte Pts Reb Asts Val              | Estadísticas 33 McFadden 11 Shermadini 7 McFadden 31 McFadden | Pabellón: Aleksandar Nikolić Hall Asistencia: 5257 espectadores Árbitros: Antonio Conde Carsten Straube Luis Castillo |  |

| 23 de febrero de 2020 | Suiza                                                                | 64–69                                 | Finlandia                                          | Friburgo                                                                                      |  |
| 19:15                 | Parciales: 21–11, 15–10, 14–22, 14–26                                | Parciales: 21–11, 15–10, 14–22, 14–26 | Parciales: 21–11, 15–10, 14–22, 14–26              |                                                                                               |  |
|                       | Estadísticas Mlađan 12 Jurkovitz 12 Kazadi, Jurkovitz 3 Jurkovitz 16 | Reporte Pts Reb Asts Val              | Estadísticas 25 Salin 10 Madsen 5 Maxhuni 26 Salin | Pabellón: Site Sportif Saint-Léonard Árbitros: Sergii Zashchuk Igor Mitrovski Gvidas Gedvilas |  |

| 28 de noviembre de 2020 | Suiza                                              | 92–90                                 | Serbia                                                         | Espoo, Finlandia                                                                       |  |
| 16:30                   | Parciales: 28–25, 21–19, 24–28, 19–18              | Parciales: 28–25, 21–19, 24–28, 19–18 | Parciales: 28–25, 21–19, 24–28, 19–18                          |                                                                                        |  |
|                         | Estadísticas Mlađan 18 Kazadi 8 Kazadi 7 Kazadi 23 | Reporte Pts Reb Asts Val              | Estadísticas 23 Avramović 6 Apić 4 tres jugadores 27 Avramović | Pabellón: Espoo Metro Areena Árbitros: Sergii Zashchuk Janusz Calik Vilius Mačiulaitis |  |

| 28 de noviembre de 2020 | Finlandia                                            | 85–91                                 | Georgia                                                            | Espoo                                                                          |  |
| 19:30                   | Parciales: 19–22, 21–22, 25–21, 20–26                | Parciales: 19–22, 21–22, 25–21, 20–26 | Parciales: 19–22, 21–22, 25–21, 20–26                              |                                                                                |  |
|                         | Estadísticas Salin 22 Valtonen 6 Valtonen 5 Salin 22 | Reporte Pts Reb Asts Val              | Estadísticas 27 Shermadini 10 Shermadini 10 McFadden 33 Shermadini | Pabellón: Espoo Metro Areena Árbitros: Yohan Rosso Alexey Davydov Geert Jacobs |  |

| 30 de noviembre de 2020 | Suiza                                              | 84–91                                 | Georgia                                                      | Espoo                                                                                          |  |
| 16:00                   | Parciales: 24–27, 15–19, 15–19, 30–26              | Parciales: 24–27, 15–19, 15–19, 30–26 | Parciales: 24–27, 15–19, 15–19, 30–26                        |                                                                                                |  |
|                         | Estadísticas Mlađan 19 Mlađan 7 Kazadi 10 Kovac 19 | Reporte Pts Reb Asts Val              | Estadísticas 24 McFadden 8 Shermadini 6 McFadden 27 McFadden | Pabellón: Espoo Metro Areena Árbitros: Janusz Calik Vilius Mačiulaitis Beniamino Manuel Attard |  |

| 30 de noviembre de 2020 | Serbia                                                      | 75–66                                | Finlandia                                               | Espoo                                                                             |  |
| 19:00                   | Parciales: 17–7, 18–18, 20–20, 20–21                        | Parciales: 17–7, 18–18, 20–20, 20–21 | Parciales: 17–7, 18–18, 20–20, 20–21                    |                                                                                   |  |
|                         | Estadísticas Anđušić 19 Dangubić 7 tres jugadores 3 Apić 18 | Reporte Pts Reb Asts Val             | Estadísticas 15 Maxhuni 6 Valtonen 6 Maxhuni 16 Maxhuni | Pabellón: Espoo Metro Areena Árbitros: Yohan Rosso Sergii Zashchuk Alexey Davydov |  |

| 19 de febrero de 2021 | Finlandia                                                       | 92–84                                 | Suiza                                              | Tiflis, Georgia                                                                                  |  |
| 16:00                 | Parciales: 23–19, 26–12, 22–17, 21–36                           | Parciales: 23–19, 26–12, 22–17, 21–36 | Parciales: 23–19, 26–12, 22–17, 21–36              |                                                                                                  |  |
|                       | Estadísticas Koponen 21 Madsen 6 Koponen, Valtonen 4 Koponen 18 | Reporte Pts Reb Asts Val              | Estadísticas 18 Kovac Kazadi 7 Kazadi 10 Kazadi 23 | Pabellón: Palacio de Deportes de Tiflis Árbitros: Tolga Sahin Apostolos Kalpakas Sergei Beliakov |  |

| 19 de febrero de 2021 | Georgia                                                                | 66–92                                 | Serbia                                                    | Tiflis                                                                                         |  |
| 19:00                 | Parciales: 10–13, 21–24, 20–28, 15–27                                  | Parciales: 10–13, 21–24, 20–28, 15–27 | Parciales: 10–13, 21–24, 20–28, 15–27                     |                                                                                                |  |
|                       | Estadísticas Shermadini 20 Shermadini 8 tres jugadores 3 Shermadini 22 | Reporte Pts Reb Asts Val              | Estadísticas 27 Petrušev 6 Petrušev 5 Anđušić 30 Petrušev | Pabellón: Palacio de Deportes de Tiflis Árbitros: Georgios Poursanidis Oskars Lucis Kerem Baki |  |

| 21 de febrero de 2021 | Serbia                                                     | 88–81                                 | Suiza                                                     | Tiflis                                                                                                 |  |
| 16:00                 | Parciales: 21–21, 18–20, 19–28, 30–12                      | Parciales: 21–21, 18–20, 19–28, 30–12 | Parciales: 21–21, 18–20, 19–28, 30–12                     | |  |
|                       | Estadísticas Petrušev 22 Avramović 9 Anđušić 6 Petrušev 27 | Reporte Pts Reb Asts Val              | Estadísticas 19 Mlađan 5 Kazadi, Dubas 8 Kazadi 25 Kazadi | Pabellón: Palacio de Deportes de Tiflis Árbitros: Georgios Poursanidis Oskars Lucis Apostolos Kalpakas |  |

| 21 de febrero de 2021 | Georgia                                                           | 70–78                                | Finlandia                                                              | Tiflis                                                                                    |  |
| 19:00                 | Parciales: 17–30, 13–19, 27–8, 13–21                              | Parciales: 17–30, 13–19, 27–8, 13–21 | Parciales: 17–30, 13–19, 27–8, 13–21                                   |                                                                                           |  |
|                       | Estadísticas Shermadini 19 Shermadini 12 Bakradze 5 Shermadini 28 | Reporte Pts Reb Asts Val             | Estadísticas 14 Valtonen, Murphy 5 Salin, Valtonen 5 Salin 23 Valtonen | Pabellón: Palacio de Deportes de Tiflis Árbitros: Tolga Şahin Dariusz Zapolski Kerem Baki |  |

#### Grupo F
| Pos. | Equipo    | PJ | G | P | GF  | GC  | DG  | Pts | Clasificación   |  | UKR   | SLO   | HUN   | AUT   |
| ---- | --------- | -- | - | - | --- | --- | --- | --- | --------------- |  | ----- | ----- | ----- | ----- |
| 1    | Ucrania   | 6  | 4 | 2 | 458 | 414 | +44 | 10  | Eurobasket 2021 |  | —     | 70–65 | 60–62 | 70–67 |
| 2    | Eslovenia | 6  | 4 | 2 | 470 | 434 | +36 | 10  | Eurobasket 2021 |  | 84–73 | —     | 84–72 | 85–78 |
| 3    | Hungría   | 6  | 4 | 2 | 438 | 455 | −17 | 10  | Eurobasket 2021 |  | 63–97 | 77–75 | —     | 81–58 |
| 4    | Austria   | 6  | 0 | 6 | 421 | 484 | −63 | 6   |                 |  | 73–88 | 64–77 | 81–83 | —     |

 Fuente: FIBA
Criterios de clasificación: 1) Puntos; 2) Enfrentamientos directos; 3) Diferencia de puntos; 4) Puntos anotados.
Notas:
1. 1 2 3  Ucrania 6 pts. (2–2), +26 DP; Eslovenia 6 pts. (2–2), +16 DP; Hungría 6 pts. (2–2), -42 DP

| 20 de febrero de 2020 | Hungría                                         | 77–75                                 | Eslovenia                                            | Szombathely                                                                                               |  |
| 18:00                 | Parciales: 16–16, 16–20, 17–18, 28–21           | Parciales: 16–16, 16–20, 17–18, 28–21 | Parciales: 16–16, 16–20, 17–18, 28–21                | |  |
|                       | Estadísticas Allen 16 Vojvoda 7 Perl 6 Allen 22 | Reporte Pts Reb Asts Val              | Estadísticas 18 Blažič 9 Morgan 5 Prepelič 20 Morgan | Pabellón: Arena Savaria Asistencia: 2900 espectadores Árbitros: Yener Yilmaz Gentian Cici Carsten Straube |  |

| 20 de febrero de 2020 | Austria                                                               | 73–88                                | Ucrania                                                         | Graz |  |
| 19:30                 | Parciales: 17–22, 22–22, 9–20, 25–24                                  | Parciales: 17–22, 22–22, 9–20, 25–24 | Parciales: 17–22, 22–22, 9–20, 25–24                            | |  |
|                       | Estadísticas Vujošević 14 Hopfgartner, Douvier 4 Vujošević 4 Trmal 15 | Reporte Pts Reb Asts Val             | Estadísticas 16 Lypovyy 7 Pustovyi, Bliznyuk 8 Lukshov 19 Herún | Pabellón: Raiffeisen Sportpark Asistencia: 2400 espectadores Árbitros: Martin Horozov Kerem Baki Igor Mitrovski |  |

| 23 de febrero de 2020 | Eslovenia                                                  | 85–78                                 | Austria                                                  | Koper |  |
| 17:00                 | Parciales: 21–15, 22–14, 20–35, 22–14                      | Parciales: 21–15, 22–14, 20–35, 22–14 | Parciales: 21–15, 22–14, 20–35, 22–14                    | |  |
|                       | Estadísticas Murić, Morgan 19 Muric 8 Rupnik 7 Prepelič 22 | Reporte Pts Reb Asts Val              | Estadísticas 18 Vujošević 7 Lanegger 5 Lanegger 17 Novas | Pabellón: Bonifika Arena Asistencia: 2800 espectadores Árbitros: Nicolas Maestre Özlem Yalman Gintaras Mačiulis |  |

| 23 de febrero de 2020 | Ucrania                                                      | 60–62                                 | Hungría                                             | Zaporizhia |  |
| 18:00                 | Parciales: 14–10, 16–18, 18–19, 12–15                        | Parciales: 14–10, 16–18, 18–19, 12–15 | Parciales: 14–10, 16–18, 18–19, 12–15               | |  |
|                       | Estadísticas tres jugadores 12 Bobrov 9 Lukashov 7 Bobrov 24 | Reporte Pts Reb Asts Val              | Estadísticas 11 Vojvoda 8 Allen 4 Vojvoda 14 Keller | Pabellón: Yunist Palace of Sports Asistencia: 3020 espectadores Árbitros: Yohan Rosso Apostolos Kalpakas Erez Gurion |  |

| 28 de noviembre de 2020 | Eslovenia                                           | 84–73                                | Ucrania                                                        | Liubliana, Eslovenia                                                          |  |
| 20:10                   | Parciales: 33–9, 17–19, 13–19, 21–26                | Parciales: 33–9, 17–19, 13–19, 21–26 | Parciales: 33–9, 17–19, 13–19, 21–26                           |                                                                               |  |
|                         | Estadísticas Blažič 23 Morgan 11 Rupnik 7 Morgan 20 | Reporte Pts Reb Asts Val             | Estadísticas 15 Herún 5 Pavlov, Sanon 5 Bobrov, Sanon 19 Sanon | Pabellón: Arena Stožice Árbitros: Tolga Sahin Zafer Yılmaz Ventsislav Velikov |  |

| 29 de noviembre de 2020 | Austria                                                           | 64–77                                 | Eslovenia                                          | Liubliana                                                                 |  |
| 20:10                   | Parciales: 12–20, 13–30, 15–11, 24–16                             | Parciales: 12–20, 13–30, 15–11, 24–16 | Parciales: 12–20, 13–30, 15–11, 24–16              |                                                                           |  |
|                         | Estadísticas Vujošević 22 Mahalbašić 8 Mahalbašić 7 Mahalbašić 18 | Reporte Pts Reb Asts Val              | Estadísticas 16 Blažič 8 Hrovat 6 Rupnik 19 Hrovat | Pabellón: Arena Stožice Árbitros: Zafer Yılmaz Tolga Sahin Marek Kúkelčík |  |

| 30 de noviembre de 2020 | Ucrania                                                | 70–67                                 | Austria                                                       | Liubliana                                                                            |  |
| 17:10                   | Parciales: 16–14, 13–16, 21–15, 20–22                  | Parciales: 16–14, 13–16, 21–15, 20–22 | Parciales: 16–14, 13–16, 21–15, 20–22                         |                                                                                      |  |
|                         | Estadísticas Mishula 20 Petrov 10 Lypovyy 5 Mishula 19 | Reporte Pts Reb Asts Val              | Estadísticas 16 Güttl 7 Mahalbašić 9 Mahalbašić 19 Mahalbašić | Pabellón: Arena Stožice Árbitros: Georgios Poursanidis Yener Yılmaz Valerio Grigioni |  |

| 18 de febrero de 2021 | Eslovenia                                                 | 84–72                                 | Hungría                                                   | Kiev, Ucrania                                                                                 |  |
| 21:00                 | Parciales: 23–15, 17–21, 25–22, 19–14                     | Parciales: 23–15, 17–21, 25–22, 19–14 | Parciales: 23–15, 17–21, 25–22, 19–14                     |                                                                                               |  |
|                       | Estadísticas Blažič 24 Murić, Blažič 6 Rupnik 7 Blažič 23 | Reporte Pts Reb Asts Val              | Estadísticas 16 Perl 6 Filipovity 3 Ferencz, Perl 17 Perl | Pabellón: Palacio de los Deportes de Kiev Árbitros: Eddie Vator Paulo Marques Ilias Kounelles |  |

| 19 de febrero de 2021 | Austria                                                        | 81–83 TE                                          | Hungría                                                    | Kiev                                                                                       |  |
| 19:15                 | Parciales: 20–15, 19–15, 20–24, 16–21 (T.E.: 6–8)              | Parciales: 20–15, 19–15, 20–24, 16–21 (T.E.: 6–8) | Parciales: 20–15, 19–15, 20–24, 16–21 (T.E.: 6–8)          |                                                                                            |  |
|                       | Estadísticas Klepeisz 21 Mahalbašić 9 Mahalbašić 5 Klepeisz 21 | Reporte Pts Reb Asts Val                          | Estadísticas 22 Vojvoda 8 Keller 9 Perl 17 Vojvoda, Váradi | Pabellón: Palacio de los Deportes de Kiev Árbitros: Eddie Viator Paulo Marques Michał Proc |  |

| 20 de febrero de 2021 | Ucrania                                                         | 70–65                                | Eslovenia                                                 | Kiev |  |
| 16:00                 | Parciales: 9–11, 15–16, 17–15, 29–23                            | Parciales: 9–11, 15–16, 17–15, 29–23 | Parciales: 9–11, 15–16, 17–15, 29–23                      | |  |
|                       | Estadísticas Randle 24 Bliznyuk 11 Randle, Bliznyuk 5 Randle 19 | Reporte Pts Reb Asts Val             | Estadísticas 18 Rupnik 6 Murić, Blažič 5 Rupnik 17 Rupnik | Pabellón: Palacio de los Deportes de Kiev Asistencia: 1080 espectadores Árbitros: Eddie Viator Özlem Yalman Michał Proc |  |

| 21 de febrero de 2021 | Hungría                                                         | 81–58                                 | Austria                                                       | Kiev                                                                                            |  |
| 20:00                 | Parciales: 16–18, 22–12, 20–12, 23–16                           | Parciales: 16–18, 22–12, 20–12, 23–16 | Parciales: 16–18, 22–12, 20–12, 23–16                         |                                                                                                 |  |
|                       | Estadísticas Perl 17 Szabó, Filipovity 6 Perl, Váradi 5 Perl 23 | Reporte Pts Reb Asts Val              | Estadísticas 10 tres jugadores 6 Ogunsipe 4 Güttl 14 Ogunsipe | Pabellón: Palacio de los Deportes de Kiev Árbitros: Ilias Kounelles Pavel Fuska Mihkel Männiste |  |

| 22 de febrero de 2021 | Hungría                                                            | 63–97                                 | Ucrania                                                   | Kiev |  |
| 19:00                 | Parciales: 20–24, 14–26, 11–27, 18–20                              | Parciales: 20–24, 14–26, 11–27, 18–20 | Parciales: 20–24, 14–26, 11–27, 18–20                     | |  |
|                       | Estadísticas Filipovity 17 Lukács 6 Somogyi, Pongó 3 Filipovity 18 | Reporte Pts Reb Asts Val              | Estadísticas 19 Bobrov 6 tres jugadores 9 Zotov 26 Bobrov | Pabellón: Palacio de los Deportes de Kiev Asistencia: 1000 espectadores Árbitros: Özlem Yalman Paulo Marques Mihkel Männiste |  |

#### Grupo G
| Pos. | Equipo       | PJ | G | P | GF  | GC  | DG  | Pts | Clasificación                  |  | FRA   | GBR   | MNE   | GER   |
| ---- | ------------ | -- | - | - | --- | --- | --- | --- | ------------------------------ |  | ----- | ----- | ----- | ----- |
| 1    | Francia      | 6  | 4 | 2 | 465 | 444 | +21 | 10  | Eurobasket 2021                |  | —     | 73–94 | 85–66 | 86–74 |
| 2    | Gran Bretaña | 6  | 4 | 2 | 462 | 446 | +16 | 10  | Eurobasket 2021                |  | 56–79 | —     | 74–59 | 81–73 |
| 3    | Montenegro   | 6  | 3 | 3 | 439 | 455 | −16 | 9   | Eurobasket 2021                |  | 71–73 | 81–74 | —     | 82–75 |
| 4    | Alemania     | 6  | 1 | 5 | 460 | 481 | −21 | 7   | Eurobasket 2021 como anfitrión |  | 83–69 | 81–83 | 74–80 | —     |

 Fuente: FIBA
Criterios de clasificación: 1) Puntos; 2) Enfrentamientos directos; 3) Diferencia de puntos; 4) Puntos anotados.
Notas:
1. 1 2  Francia 152–150 Gran Bretaña
2. ↑  Montenegro reemplazó a Rusia, tras su expulsión, como el equipo con mejores resultados de la fase de clasificación

| 21 de febrero de 2020 | Montenegro                                         | 81–74                                 | Gran Bretaña                                      | Podgorica |  |
| 19:00                 | Parciales: 24–14, 18–24, 20–10, 19–26              | Parciales: 24–14, 18–24, 20–10, 19–26 | Parciales: 24–14, 18–24, 20–10, 19–26             | |  |
|                       | Estadísticas Cobbs 19 Todorović 7 Cobbs 8 Cobbs 21 | Reporte Pts Reb Asts Val              | Estadísticas 20 Hesson 9 Soko 6 Okereafor 21 Soko | Pabellón: Centro Deportivo Morača Asistencia: 4620 espectadores Árbitros: Georgios Poursanidis Vilius Mačiulaitis Gatis Saliņš |  |

| 21 de febrero de 2020 | Alemania                                             | 83–69                                 | Francia                                                   | Vechta                                                                                                |  |
| 20:00                 | Parciales: 15–16, 26–18, 24–20, 18–15                | Parciales: 15–16, 26–18, 24–20, 18–15 | Parciales: 15–16, 26–18, 24–20, 18–15                     | |  |
|                       | Estadísticas Benzing 22 Zirbes 8 Akpınar 5 Saibou 22 | Reporte Pts Reb Asts Val              | Estadísticas 16 Michineau 8 Fall 2 tres jugadores 16 Fall | Pabellón: Rasta Dome Asistencia: 3140 espectadores Árbitros: Manuel Mazzoni Boris Krejič Saša Maričić |  |

| 24 de febrero de 2020 | Francia                                              | 85–66                                 | Montenegro                                                            | La Roche-sur-Yon                                                                                               |  |
| 18:45                 | Parciales: 18–12, 22–26, 20–16, 25–12                | Parciales: 18–12, 22–26, 20–16, 25–12 | Parciales: 18–12, 22–26, 20–16, 25–12                                 | |  |
|                       | Estadísticas Yabusele 15 Fall 6 Julien 7 Yabusele 20 | Reporte Pts Reb Asts Val              | Estadísticas 24 Ivanović 7 Todorović, Simonović 3 Popović 25 Ivanović | Pabellón: Vendéspace Asistencia: 4073 espectadores Árbitros: Marius Ciulin Tomas Jasevičius Ventsislav Velikov |  |

| 24 de febrero de 2020 | Gran Bretaña                                      | 81–73                                 | Alemania                                                 | Newcastle upon Tyne                                                                                            |  |
| 20:00                 | Parciales: 17–22, 23–17, 16–22, 25–12             | Parciales: 17–22, 23–17, 16–22, 25–12 | Parciales: 17–22, 23–17, 16–22, 25–12                    | |  |
|                       | Estadísticas Nelson 26 Soko 10 Hesson 5 Nelson 25 | Reporte Pts Reb Asts Val              | Estadísticas 24 Obst 6 cuatro jugadores 6 Saibou 19 Obst | Pabellón: Vertu Motors Arena Asistencia: 2800 espectadores Árbitros: Ademir Zurapović Michał Proć Tanel Suslov |  |

| 27 de noviembre de 2020 | Gran Bretaña                                               | 56–79                                | Francia                                               | Pau, Francia                                                                           |  |
| 18:00                   | Parciales: 5–24, 15–22, 17–16, 19–17                       | Parciales: 5–24, 15–22, 17–16, 19–17 | Parciales: 5–24, 15–22, 17–16, 19–17                  |                                                                                        |  |
|                         | Estadísticas Hamilton 12 Olaseni, Clark 6 Clark 4 Clark 14 | Reporte Pts Reb Asts Val             | Estadísticas 24 M'Baye 9 Cordinier 9 Albicy 25 M'Baye | Pabellón: Palacio de Deportes de Pau Árbitros: Oskars Lucis Lorenzo Baldini Kerem Baki |  |

| 27 de noviembre de 2020 | Alemania                                      | 74–80                                 | Montenegro                                         | Pau                                                                                      |  |
| 21:00                   | Parciales: 24–18, 15–20, 16–21, 19–21         | Parciales: 24–18, 15–20, 16–21, 19–21 | Parciales: 24–18, 15–20, 16–21, 19–21              |                                                                                          |  |
|                         | Estadísticas Benzing 21 Obst 5 Obst 4 Obst 23 | Reporte Pts Reb Asts Val              | Estadísticas 20 Cobbs 8 Nikolić 6 Cobbs 18 Nikolić | Pabellón: Palacio de Deportes de Pau Árbitros: Manuel Mazzoni Luis Castillo Gatis Saliņš |  |

| 29 de noviembre de 2020 | Francia                                                           | 86–74                                 | Alemania                                          | Pau                                                                                      |  |
| 15:00                   | Parciales: 25–22, 17–19, 19–18, 25–15                             | Parciales: 25–22, 17–19, 19–18, 25–15 | Parciales: 25–22, 17–19, 19–18, 25–15             |                                                                                          |  |
|                         | Estadísticas Ouattara 24 M'Baye, Bouteille 5 Albicy 7 Ouattara 20 | Reporte Pts Reb Asts Val              | Estadísticas 16 Obst 5 Jallow 4 Akpınar 15 Jallow | Pabellón: Palacio de Deportes de Pau Árbitros: Oskars Lucis Lorenzo Baldini Gatis Saliņš |  |

| 29 de noviembre de 2020 | Gran Bretaña                                          | 74–59                                | Montenegro                                                            | Pau                                                                                            |  |
| 18:00                   | Parciales: 28–19, 12–18, 15–9, 19–13                  | Parciales: 28–19, 12–18, 15–9, 19–13 | Parciales: 28–19, 12–18, 15–9, 19–13                                  |                                                                                                |  |
|                         | Estadísticas Olaseni 28 Olaseni 8 Nelson 6 Olaseni 29 | Reporte Pts Reb Asts Val             | Estadísticas 14 Simonović 8 Simonović 4 Cobbs, Ivanović '18 Simonović | Pabellón: Palacio de Deportes de Pau Árbitros: Manuel Mazzoni Luis Castillo Mehmet Karabilecen |  |

| 20 de febrero de 2021 | Alemania                                                      | 81–83                                 | Gran Bretaña                                            | Podgorica, Montenegro                                                         |  |
| 17:00                 | Parciales: 21–28, 24–19, 23–19, 13–17                         | Parciales: 21–28, 24–19, 23–19, 13–17 | Parciales: 21–28, 24–19, 23–19, 13–17                   |                                                                               |  |
|                       | Estadísticas Zirbes 14 cuatro jugadores 5 Wimberg 4 Zirbes 25 | Reporte Pts Reb Asts Val              | Estadísticas 20 Olaseni 8 Olaseni Mockford 5 22 Olaseni | Pabellón: Bemax Arena Árbitros: Wojciech Liszka Tanel Suslov Beniamino Attard |  |

| 20 de febrero de 2021 | Montenegro                                                  | 71–73                                 | Francia                                                                  | Podgorica                                                                       |  |
| 20:45                 | Parciales: 17–13, 20–18, 16–19, 18–23                       | Parciales: 17–13, 20–18, 16–19, 18–23 | Parciales: 17–13, 20–18, 16–19, 18–23                                    |                                                                                 |  |
|                       | Estadísticas Popović 17 Simonović 7 Ivanović 4 Simonović 20 | Reporte Pts Reb Asts Val              | Estadísticas 16 Heurtel 7 M'Baye, Chassang 4 Heurtel, Albicy 17 Chassang | Pabellón: Bemax Arena Árbitros: Antonio Conde Fernando Calatrava Martin Horozov |  |

| 22 de febrero de 2021 | Francia                                                           | 73–94                                 | Gran Bretaña                                         | Podgorica                                                                  |  |
| 17:00                 | Parciales: 16–26, 19–26, 20–21, 18–21                             | Parciales: 16–26, 19–26, 20–21, 18–21 | Parciales: 16–26, 19–26, 20–21, 18–21                |                                                                            |  |
|                       | Estadísticas Lessort 15 Lessort, Cordinier 6 Heurtel 8 Lessort 16 | Reporte Pts Reb Asts Val              | Estadísticas 27 Soko 7 Soko, Hesson 6 Nelson 28 Soko | Pabellón: Bemax Arena Árbitros: Fernando Calatrava Tanel Suslov Can Mavisu |  |

| 22 de febrero de 2021 | Montenegro                                                 | 82–75                                 | Alemania                                         | Podgorica                                                                    |  |
| 20:00                 | Parciales: 24–22, 21–10, 17–22, 20–21                      | Parciales: 24–22, 21–10, 17–22, 20–21 | Parciales: 24–22, 21–10, 17–22, 20–21            |                                                                              |  |
|                       | Estadísticas Ivanović 26 Radončić 9 Ivanović 8 Ivanović 29 | Reporte Pts Reb Asts Val              | Estadísticas 19 Akpınar 9 Ogbe 3 Akpınar 17 Ogbe | Pabellón: Bemax Arena Árbitros: Antonio Conde Martin Horozov Wojciech Liszka |  |

#### Grupo H
| Pos. | Equipo               | PJ | G | P | GF  | GC  | DG  | Pts | Clasificación   |  | BIH   | GRE   | BUL   | LAT     |
| ---- | -------------------- | -- | - | - | --- | --- | --- | --- | --------------- |  | ----- | ----- | ----- | ------- |
| 1    | Bosnia y Herzegovina | 6  | 5 | 1 | 458 | 383 | +75 | 11  | Eurobasket 2021 |  | —     | 65–70 | 88–49 | 79–73   |
| 2    | Grecia               | 6  | 4 | 2 | 459 | 461 | −2  | 10  | Eurobasket 2021 |  | 69–84 | —     | 73–63 | 66–77   |
| 3    | Bulgaria             | 6  | 2 | 4 | 427 | 494 | −67 | 8   | Eurobasket 2021 |  | 61–80 | 78–84 | —     | 110–104 |
| 4    | Letonia              | 6  | 1 | 5 | 474 | 480 | −6  | 7   |                 |  | 61–62 | 94–97 | 65–66 | —       |

 Fuente: FIBA
Criterios de clasificación: 1) Puntos; 2) Enfrentamientos directos; 3) Diferencia de puntos; 4) Puntos anotados.
| 21 de febrero de 2020 | Grecia                                                                | 73–63                                 | Bulgaria                                           | Patras |  |
| 19:00                 | Parciales: 19–17, 21–17, 14–12, 19–17                                 | Parciales: 19–17, 21–17, 14–12, 19–17 | Parciales: 19–17, 21–17, 14–12, 19–17              | |  |
|                       | Estadísticas Bochoridis 19 Agravanis 6 tres jugadores 5 Bochoridis 23 | Reporte Pts Reb Asts Val              | Estadísticas 15 Dimitrov 8 Vaklinov 8 Bost 17 Bost | Pabellón: Dimitris Tofalos Arena Asistencia: 1500 espectadores Árbitros: Sergii Zashchuk Vladimir Jevtović Petr Hrůša |  |

| 21 de febrero de 2020 | Letonia                                                      | 61–62                                | Bosnia y Herzegovina                       | Riga |  |
| 19:30                 | Parciales: 21–17, 15–13, 17–16, 8–16                         | Parciales: 21–17, 15–13, 17–16, 8–16 | Parciales: 21–17, 15–13, 17–16, 8–16       | |  |
|                       | Estadísticas Laksa, Meiers 13 Mejeris 11 Mejeris 6 Meiers 20 | Reporte Pts Reb Asts Val             | Estadísticas 15 Atić 6 Atić 5 Atić 14 Atić | Pabellón: Arena Riga Asistencia: 10 100 espectadores Árbitros: Saverio Lanzarini Janusz Calik Sergei Beliakov |  |

| 24 de febrero de 2020 | Bulgaria                                                  | 2TE 110–104                                               | Letonia                                                   | Botevgrad                                                                                                   |  |
| 19:00                 | Parciales: 22–21, 14–16, 22–26, 27–22 (T.E.: 11–11, 14–8) | Parciales: 22–21, 14–16, 22–26, 27–22 (T.E.: 11–11, 14–8) | Parciales: 22–21, 14–16, 22–26, 27–22 (T.E.: 11–11, 14–8) | |  |
|                       | Estadísticas Bost 26 Marinov 9 Bost 8 Bost 23             | Reporte Pts Reb Asts Val                                  | Estadísticas 27 Meiers 7 Laksa, Meiers 6 Šķēle 26 Mejeris | Pabellón: Arena Botevgrad Asistencia: 2000 espectadores Árbitros: Boris Krejič Zafer Yılmaz Zdravko Rutešić |  |

| 24 de febrero de 2020 | Bosnia y Herzegovina                                           | 65–70                                | Grecia                                                                       | Tuzla                                                                                                 |  |
| 20:00                 | Parciales: 16–17, 18–23, 9–19, 22–11                           | Parciales: 16–17, 18–23, 9–19, 22–11 | Parciales: 16–17, 18–23, 9–19, 22–11                                         | |  |
|                       | Estadísticas Milošević 17 Halilović 12 Adamović 4 Milošević 17 | Reporte Pts Reb Asts Val             | Estadísticas 17 Agravanis 7 Agravanis, Bochoridis 5 Bochoridis 21 Margaritis | Pabellón: Mejdan Asistencia: 5000 espectadores Árbitros: Gentian Cici Dariusz Zapolski Alexey Davydov |  |

| 27 de noviembre de 2020 | Grecia                                                                  | 66–77                                | Letonia                                         | Sarajevo, Bosnia y Herzegovina                                              |  |
| 18:00                   | Parciales: 21–20, 9–22, 20–22, 16–13                                    | Parciales: 21–20, 9–22, 20–22, 16–13 | Parciales: 21–20, 9–22, 20–22, 16–13            |                                                                             |  |
|                         | Estadísticas D. Agravanis 15 D. Agravanis 8 Mantzaris 5 D. Agravanis 15 | Reporte Pts Reb Asts Val             | Estadísticas 19 Laksa 9 Meiers 6 Šķēle 25 Laksa | Pabellón: Sports Hall Hills Árbitros: Eddie Viator Michał Proc Ivor Matějek |  |

| 27 de noviembre de 2020 | Bosnia y Herzegovina                                                | 88–49                                 | Bulgaria                                              | Sarajevo                                                                             |  |
| 21:00                   | Parciales: 22–11, 23–10, 22–18, 21–10                               | Parciales: 22–11, 23–10, 22–18, 21–10 | Parciales: 22–11, 23–10, 22–18, 21–10                 |                                                                                      |  |
|                         | Estadísticas Kamenjaš 12 Sulejmanović 11 Roberson 6 Sulejmanović 18 | Reporte Pts Reb Asts Val              | Estadísticas 13 Bost 5 Bost 2 Bachev, Marinov 8 Yanev | Pabellón: Sports Hall Hills Árbitros: Marius Ciulin Wojciech Liszka Zdenko Tomašovič |  |

| 29 de noviembre de 2020 | Bulgaria                                           | 78–84 TE                                           | Grecia                                                            | Sarajevo                                                                        |  |
| 18:00                   | Parciales: 25–17, 16–14, 11–15, 19–25 (T.E.: 7–13) | Parciales: 25–17, 16–14, 11–15, 19–25 (T.E.: 7–13) | Parciales: 25–17, 16–14, 11–15, 19–25 (T.E.: 7–13)                |                                                                                 |  |
|                         | Estadísticas Kostov 15 Ivanov 9 Bost 7 Kostov 14   | Reporte Pts Reb Asts Val                           | Estadísticas 21 Athinaiou 11 Margaritis 4 Mantzaris 21 Margaritis | Pabellón: Sports Hall Hills Árbitros: Marius Ciulin Ivor Matějek Josip Jurčević |  |

| 29 de noviembre de 2020 | Bosnia y Herzegovina                                                           | 79–73                                 | Letonia                                          | Sarajevo                                                                       |  |
| 21:00                   | Parciales: 20–17, 20–11, 20–17, 19–28                                          | Parciales: 20–17, 20–11, 20–17, 19–28 | Parciales: 20–17, 20–11, 20–17, 19–28            |                                                                                |  |
|                         | Estadísticas Atić, Kamenjaš 19 Kamenjaš, Sulejmanović 7 Roberson 5 Kamenjaš 27 | Reporte Pts Reb Asts Val              | Estadísticas 19 Lomažs 9 Meiers 6 Šķēle 22 Šķēle | Pabellón: Sports Hall Hills Árbitros: Eddie Viator Michał Proc Wojciech Liszka |  |

| 20 de febrero de 2021 | Grecia                                                         | 69–84                                 | Bosnia y Herzegovina                                                  | Riga, Letonia                                                                |  |
| 16:30                 | Parciales: 18–26, 19–23, 14–15, 18–20                          | Parciales: 18–26, 19–23, 14–15, 18–20 | Parciales: 18–26, 19–23, 14–15, 18–20                                 |                                                                              |  |
|                       | Estadísticas Kavvadas 16 Saloustros 7 Katsivelis 6 Kavvadas 21 | Reporte Pts Reb Asts Val              | Estadísticas 23 Sulejmanović 13 Sulejmanović 10 Gegić 36 Sulejmanović | Pabellón: Arena Riga Árbitros: Nicolas Maestre Marek Kúkelčík Thomas Bissuel |  |

| 20 de febrero de 2021 | Letonia                                                     | 65–66                                | Bulgaria                                                         | Riga                                                                    |  |
| 19:30                 | Parciales: 17–15, 23–21, 19–15, 6–15                        | Parciales: 17–15, 23–21, 19–15, 6–15 | Parciales: 17–15, 23–21, 19–15, 6–15                             |                                                                         |  |
|                       | Estadísticas Timma 14 Mejeris, Šķēle 8 Bertāns 4 Mejeris 17 | Reporte Pts Reb Asts Val             | Estadísticas 18 Bost 5 Kostov, Dimitrov 4 Bost, Dimitrov 17 Bost | Pabellón: Arena Riga Árbitros: Yohan Rosso Luis Castillo Andrei Sharapa |  |

| 22 de febrero de 2021 | Bulgaria                                                                              | 61–80                                | Bosnia y Herzegovina                                        | Riga                                                                         |  |
| 16:30                 | Parciales: 16–19, 22–24, 16–13, 7–24                                                  | Parciales: 16–19, 22–24, 16–13, 7–24 | Parciales: 16–19, 22–24, 16–13, 7–24                        |                                                                              |  |
|                       | Estadísticas Kostadinov, Zahariev 11 Simeonov 5 Karamfilov 9 Kostadinov, Simeonovc 10 | Reporte Pts Reb Asts Val             | Estadísticas 17 Kamenjaš 14 Kamenjaš 7 Roberson 29 Kamenjaš | Pabellón: Arena Riga Árbitros: Nicolas Maestre Andrei Sharapa Marek Kúkelčík |  |

| 22 de febrero de 2021 | Letonia                                                       | 94–97 TE                                            | Grecia                                                             | Riga                                                                      |  |
| 19:30                 | Parciales: 23–25, 28–17, 18–17, 13–23 (T.E.: 12–15)           | Parciales: 23–25, 28–17, 18–17, 13–23 (T.E.: 12–15) | Parciales: 23–25, 28–17, 18–17, 13–23 (T.E.: 12–15)                |                                                                           |  |
|                       | Estadísticas Zoriks 21 Freimanis 7 Lomažs, Zoriks 7 Zoriks 24 | Reporte Pts Reb Asts Val                            | Estadísticas 19 Katsivelis 9 Saloustros 9 Katsivelis 25 Saloustros | Pabellón: Arena Riga Árbitros: Yohan Rosso Luis Castillo Valerio Grigioni |  |

## Equipos clasificados
| Equipo               | Método de clasificación | Fecha de clasificación  | Apariciones | Última | Mejor resultado               |
| -------------------- | ----------------------- | ----------------------- | ----------- | ------ | ----------------------------- |
| República Checa      | Países anfitriones      | 15 de julio de 2019     | 6           | 2017   | 7º lugar (2015)               |
| Georgia              | Países anfitriones      | 15 de julio de 2019     | 5           | 2017   | 11er lugar (2011)             |
| Alemania             | Países anfitriones      | 15 de julio de 2019     | 25          | 2017   | (1993)                        |
| Italia               | Países anfitriones      | 15 de julio de 2019     | 38          | 2017   | (1983, 1999)                  |
| Croacia              | Top 3 del Grupo D       | 29 de noviembre de 2020 | 14          | 2017   | (1993, 1995)                  |
| Grecia               | Top 3 del Grupo H       | 29 de noviembre de 2020 | 28          | 2017   | (1987, 2005)                  |
| Bosnia y Herzegovina | Top 3 del Grupo H       | 29 de noviembre de 2020 | 10          | 2015   | 8º lugar (1993)               |
| Israel               | Top 3 del Grupo A       | 30 de noviembre de 2020 | 30          | 2017   | (1979)                        |
| España               | Top 3 del Grupo A       | 30 de noviembre de 2020 | 32          | 2017   | (2009, 2011, 2015)            |
| Eslovenia            | Top 3 del Grupo F       | 30 de noviembre de 2020 | 14          | 2017   | (2017)                        |
| Ucrania              | Top 3 del Grupo F       | 30 de noviembre de 2020 | 9           | 2017   | 6º lugar (2013)               |
| Rusia                | Top 3 del Grupo B       | 19 de febrero de 2021   | 14          | 2017   | (2007)                        |
| Serbia               | Top 3 del Grupo E       | 19 de febrero de 2021   | 7           | 2017   | (2009, 2017)                  |
| Finlandia            | Top 3 del Grupo E       | 19 de febrero de 2021   | 17          | 2017   | 6º lugar (1967)               |
| Polonia              | Top 3 del Grupo A       | 19 de febrero de 2021   | 29          | 2017   | (1963)                        |
| Hungría              | Top 3 del Grupo A       | 19 de febrero de 2021   | 16          | 2017   | (1955)                        |
| Bélgica              | Top 3 del Grupo C       | 20 de febrero de 2021   | 18          | 2017   | 4º lugar (1947)               |
| Países Bajos         | Top 3 del Grupo D       | 20 de febrero de 2021   | 16          | 2015   | 4º lugar (1983)               |
| Turquía              | Top 3 del Grupo D       | 20 de febrero de 2021   | 25          | 2017   | (2001)                        |
| Bulgaria             | Top 3 del Grupo H       | 20 de febrero de 2021   | 25          | 2011   | (1957)                        |
| Francia              | Top 2 del Grupo G       | 20 de febrero de 2021   | 39          | 2017   | (2013)                        |
| Gran Bretaña         | Top 2 del Grupo G       | 20 de febrero de 2021   | 5           | 2017   | 13er lugar (2009, 2011, 2013) |
| Estonia              | Top 3 del Grupo B       | 22 de febrero de 2021   | 6           | 2015   | 5º lugar (1937, 1939          |
| Lituania             | Top 3 del Grupo C       | 22 de febrero de 2021   | 15          | 2017   | (1937, 1939, 2003             |
| Montenegro           | Reemplazo               | 20 de mayo de 2022      | 4           | 2017   | 13er lugar (2017)             |